# Список померлих 2017 року
Це список енциклопедично важливих людей, що померли 2017 року, упорядкований за датою смерті. Під кожною датою перелік в алфавітному порядку за прізвищем або псевдонімом. Смерті значущих тварин та інших біологічних форм життя також зазначаються тут.
Типовий запис містить інформацію в такій послідовності:
- Ім'я, вік, країна громадянства і рід занять (причина значимості), встановлена причина смерті і посилання.

Інструменти пошуку в новинах: google, meta, yandex.

## Грудень

### 29 грудня
- Федоришин Остап Васильович, 71, український режисер, заслужений діяч мистецтв України, директор Львівського естрадного театру «Не журись!»[1].

### 28 грудня
- Сью Графтон, 77, американська письменниця, відома серією романів про приватного детектива Кінсі Мілгоун[2].

### 27 грудня
- Освальдо Фатторі, 95, італійський футболіст (півзахисник) та тренер[3].
- Майорова Тетяна Лонгінівна, 76, радянська актриса українського походження, що проживала у Литві[4].

### 26 грудня
- Джонні Бавер, 93, канадський хокеїст, член Зали слави хокею, воротар НХЛ[5].
- Леус Віталій Миколайович, 71, український письменник, журналіст, краєзнавець[6].
- Шаїнський Володимир Якович, радянський композитор єврейського походження[7].

### 24 грудня
- Залізняк Андрій Анатолійович, 82, радянський та російський лінгвіст[8].

### 21 грудня
- Майборода Сергій Іванович, 46, український футболіст (півзахисник) та тренер[9].
- Брюс МакКендлесс, 80, американський астронавт[10].

### 19 грудня
- Безпалько Ольга Володимирівна, 55, український науковець та педагог[11].
- Котельников Євген Петрович, 78, радянський футболіст, радянський та український футбольний функціонер, голова Комітету юнацького футболу Федерації футболу України[12].

### 18 грудня
- Джонхьон, 27, соліст відомого південнокорейського бойз-бенду SHINee; самогубство[13].
- Альтеро Маттеолі, 77, італійський юрист та політик[14].

### 17 грудня
- Натансон Георгій Григорович, 96, російський кінорежисер[15].

### 15 грудня
- Баррі Шерман, 75, канадський мільярдер, засновник фармацевтичної компанії «Apotex»; вбивство[16].

### 14 грудня
- Боб Гівенс[en], 99, американський художник-мультиплікатор, творець кролика Багза Банні[17].

### 13 грудня
- Юрізан Белтран, 31, американська порноакторка; самогубство[18].
- Рюсекі Морімото, 77, японський художник-каліграф[19].

### 10 грудня
- Венедиктов Лев Миколайович, 93, український хоровий диригент, народний артист України, Герой України[20].
- Angry Grandpa, 67, американський відеоблогер[21].

### 9 грудня
- Бронєвой Леонід Сергійович, 88, радянський і російський актор, уродженець Києва, Народний артист СРСР (1987), Народний артист України (2013)[22].

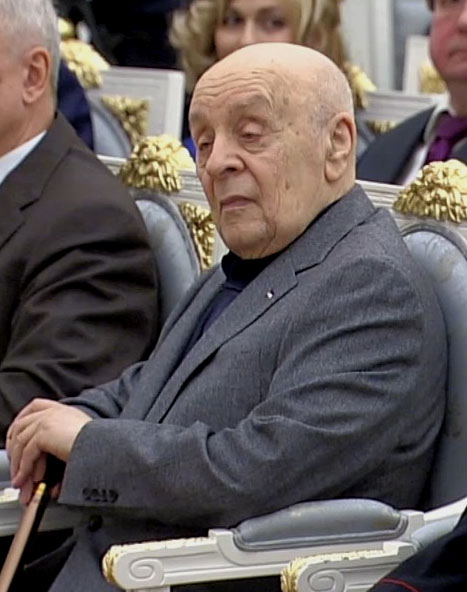
Леонід Бронєвой у 2014 році

### 7 грудня
- Корсак Іван Феодосійович, 71, український письменник та журналіст[23].
- Жермена Гейне-Вагнер, 94, латвійська оперна співачка[24].
- Стів Рівіс, 55, американський актор індіанського походження[25].

### 6 грудня
- Вінник Іван Йосипович, 88, організатор та керівник вітчизняного суднобудування, Герой Соціалістичної Праці (1977)[26].
- Джонні Голлідей, 74, французький співак та актор[27].

### 5 грудня
- Огест Еймс, 23, канадська порноакторка польського походження; самогубство[28].
- Міхай I, 96, король Румунії[29].
- Жан д'Ормессон, 92, французький письменник, член Французької академії[30].

### 4 грудня
- Доля Олексій Леонтійович, 53, український етнограф, Заслужений працівник культури України (2006)[31].
- Шаші Капур[en], 79, індійський актор та продюсер[32].
- Крістін Кілер, 75, англійська модель, замішана в шпигунському скандалі часів Холодної війни (Справа Проф'юмо)[33].
- Алі Абдалла Салех, 75, екс-президент Ємену; загинув у результаті нападу повстанців-хуситів[34].

### 3 грудня
- Бучма Наталія Миколаївна, 74, український театральний режисер та педагог[35].

### 2 грудня
- Єжи Клочовський, 92, польський історик[36].
- Мельник Ігор Володимирович, 65, український журналіст, письменник, краєзнавець, громадський та політичний діяч[37].

### 1 грудня
- Мурзенко Володимир Григорович, 80, український шахтар, Герой України[38].

## Листопад

### 30 листопада
- Ален Жессюа, 85, французький режисер та сценарист[39].

### 25 листопада
- Ренс Говард, 89, американський актор[40].

### 24 листопада
- Заплавська (Адамська) Марія Федорівна, 46, українська журналістка та телепродюсер[41].
- Мітч Марго[en], 70, американський музикант, соліст гурту The Tokens[42].

### 23 листопада
- Годовиков Микола Львович, 67, радянський та російський актор[43].

### 22 листопада
- Хворостовський Дмитро Олександрович, 55, російський оперний співак[44].

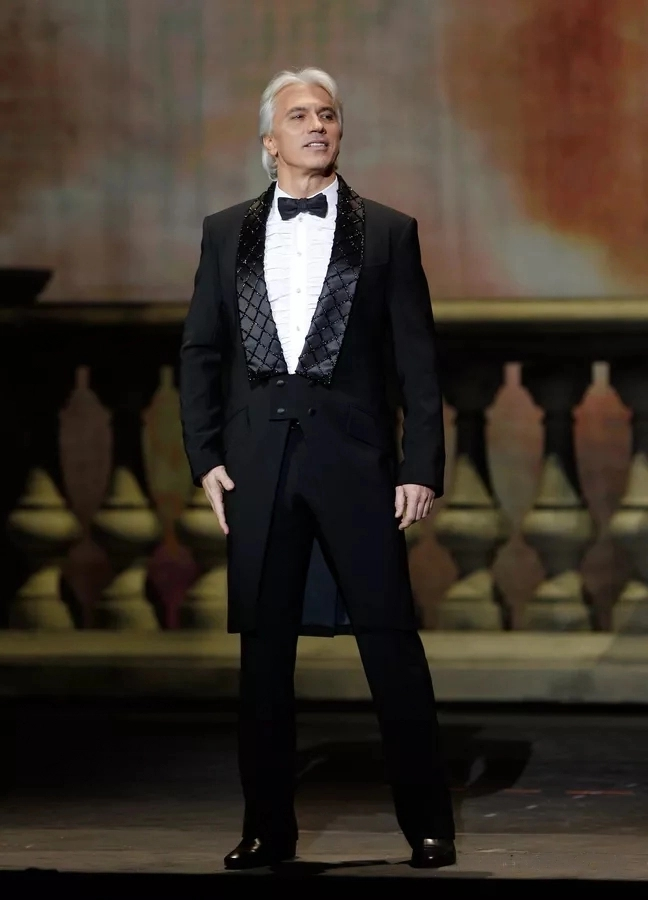
Дмитро Хворостовський

### 19 листопада
- Клаудіо Баес, 69, мексиканський актор[45].
- Чарлз Менсон, 83, американський злочинець, серійний вбивця[46].
- Яна Новотна, 49, чеська тенісистка.[47]

### 18 листопада
- Фотіс Кафатос, 77, грецький біолог[48].
- Пилип'юк Василь Васильович, 67, український фотограф, лауреат Національної премії України імені Тараса Шевченка (1993), Заслужений діяч мистецтв України (1998), заступник президента Світового об'єднання фотографів українців (С.О.Ф.У. США)[49].
- Малькольм Янг, 64, рок-музикант, засновник і ритм-гітарист австралійського рок-гурту AC/DC[50].

### 17 листопада
- Сальников Олександр Петрович, 68, радянський баскетболіст, дворазовий бронзовий призер Олімпійських ігор 1976 та 1980 років, Заслужений майстер спорту СРСР (1974)[51].
- Сальваторе Риїна, 87, італійський сицилійський мафіозо, колишній глава мафії Коза Ностра, «бос босів», який отримав прізвисько Коротун (італ. Il Corto) за свій невеликий (1,58 м) зріст[52].

### 16 листопада
- Яндеміров Валерій Петрович, 54, російський шахіст, гросмейстер (1997), тренер[53].
- Робер Ірш, 92, французький актор[54].

### 15 листопада
- Lil Peep (Густав Ар), 21, американський репер та співак[55].

### 12 листопада
- Крушельницька Лариса Іванівна, 89, український археолог[56].

### 11 листопада
- Ноткін Борис Ісайович, 75, радянський і російський телеведучий; самогубство[57].
- Селезінка Василь Михайлович, 84, український актор, письменник, журналіст, театральний і телевізійний режисер, театральний критик, Заслужений діяч мистецтв України[58].

### 10 листопада
- Задорнов Михайло Миколайович, 69, радянський і російський письменник-сатирик[59].

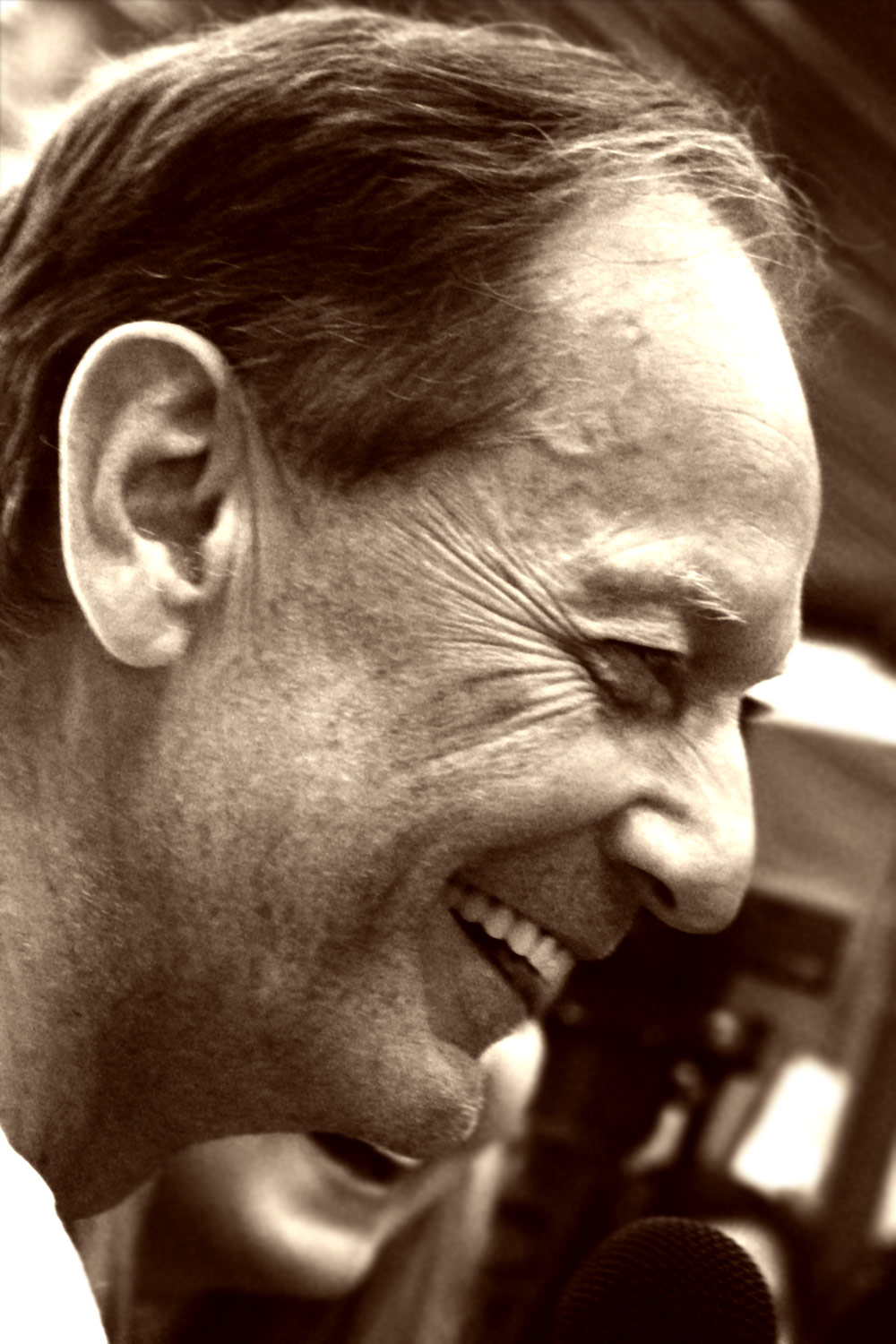
Михайло Задорнов

### 9 листопада
- Джон Хіллерман[en], 84, американський актор[60].
- Шайла Стайлз, 35, канадська порноакторка[61].

### 7 листопада
- Денисенко Тарас Володимирович, 52, український актор, сценарист та режисер[62].
- Сікало Юрій Іванович, 81, головний режисер Київського державного академічного театру ляльок, народний артист України (2009)[63].
- Ганс Шефер, 90, німецький футболіст, що грав на позиції лівого флангового нападника[64].

### 6 листопада
- Річард Гордон, 88, американський астронавт[65].
- Андрій Сапеляк, 97, єпископ-емерит української греко-католицької єпархії в Аргентині[66].

### 4 листопада
- Ісабель Гранада, 41, філіппінська акторка та співачка[67].

### 3 листопада
- Гуляковський Євгеній Якович, 83, радянський та російський письменник-фантаст[68].
- Нагорна Христина Аврамівна, 117, українська довгожителька[69].

Христина Аврамівна Нагорна у 117-річному віці

- Абдур Рахман Бісвас, 91, державний діяч та президент Бангладеш (1991—1996)[70].

### 2 листопада
- Гречиха Юрій Михайлович, 63, український машинобудівник, Герой України (2007)[71].

### 1 листопада
- Бред Буфанда[en], 34, американський актор, відомий за телесеріалом «Вероніка Марс»; самогубство[72].
- Костроменко Вадим Васильович, 83, радянський і український кінооператор, кінорежисер. Заслужений діяч мистецтв УРСР (1969)[73].
- Маканін Володимир Семенович, 80, російський письменник[74].
- Рижков Сергій Сергійович, 59, український науковець, директор Науково-дослідного інституту проблем екології та енергозбереження України[75].

## Жовтень

### 30 жовтня
- Джуді Мартц, 74, американський політик-республіканець, перша жінка-губернатор Монтани (2001—2005)[76].
- Окуєва Аміна Вікторівна, 34, український лікар, громадський активіст та військовослужбовець чеченського походження; вбивство[77].

### 29 жовтня
- Равицький Ігор Миколайович, 70, український режисер, Народний артист України (2000).

### 28 жовтня
- Мануель Санчіс Мартінес, 79, іспанський футболіст, захисник мадридського Реала[78].

### 26 жовтня
- Сацький Віталій Антонович, 87, голова правління (з 1997), генеральний директор ВАТ «Запорізький металургійний комбінат „Запоріжсталь“», Герой України.

### 25 жовтня
- Райнгольд Дурнталер, 74, австрійський бобслеїст, олімпійський медаліст.
- Джон Молло[ru], 86, британський художник по костюмах, лауреат премії «Оскар» за кращий дизайн костюмів до фільмів — «Зоряні війни. Епізод IV: Нова надія» і «Ганді».

### 24 жовтня
- Фетс Доміно, 89, американський піаніст і вокаліст у стилі ритм-енд-блюз.
- Жуков Валерій Миколайович, 69, радянський український театральний актор, артист Одеського російського драматичного театру.
- Єфімов Олександр Андрійович, 65, суддя та комісар Федерації баскетболу України.

### 23 жовтня
- Вайц Пол Джозеф, 85, американський морський офіцер і льотчик, астронавт НАСА.

### 19 жовтня
- Мігель Лоайса, 77, перуанський футболіст, що грав на позиції півзахисника, чемпіон Іспанії та Аргентини, володар Кубка ярмарків[79].

### 18 жовтня
- Маріно Перані, 77, італійський футболіст, що грав на позиції нападника, тренер[80].
- Ольга Тудораке, 88, румунська акторка[81].

### 17 жовтня
- Бергер Борис Йосипович, 52, український, російський і німецький художник, поет, філософ, директор видавництва «Emergency Exit»[82].
- Даніель Дар'є, 100, французька акторка та співачка[83].

### 16 жовтня
- Глущенко Федір Іванович, 73, український диригент, народний артист УРСР (1982).
- Дафна Каруана Галіція, 53, мальтійська журналістка; вбивство[84].
- Охотніков Микола Петрович, 80, радянський і російський оперний співак (бас), Народний артист СРСР (1983).

### 15 жовтня
- Мар'янов Дмитро Юрійович, 47, російський актор і телеведучий.

Дмитро Мар'янов

- Монастирський Аркадій Ілліч, 56, український суспільний діяч, президент Єврейського фонду України.
- Серж Тіон, 74—75, французький соціолог, ревізіоніст Голокосту.

### 14 жовтня
- Річард Вілбер, 96, американський поет і перекладач. Двічі лауреат Пулітцерівської премії (1957 і 1989).

### 13 жовтня
- Альбер Зафі, 90, президент Мадагаскару (1993—1996).
- Вільям Ломбарді, 79, американський шахіст, гросмейстер.

### 12 жовтня
- Ервін Мозер, 63, австрійський дитячий письменник і художник, лауреат численних премій у сфері дитячої літератури.

### 11 жовтня
- Кавжарадзе Ліка Віссаріонівна, 57, радянська та грузинська акторка[85].
- Кліффорд Гасбендс, 91, генерал-губернатор Барбадосу (1 червня 1996—21 жовтня 2011).

### 9 жовтня
- Армандо Кальдерон Соль, 69, президент Сальвадору (1994—1999).
- Жан Рошфор, 87, французький актор[86].

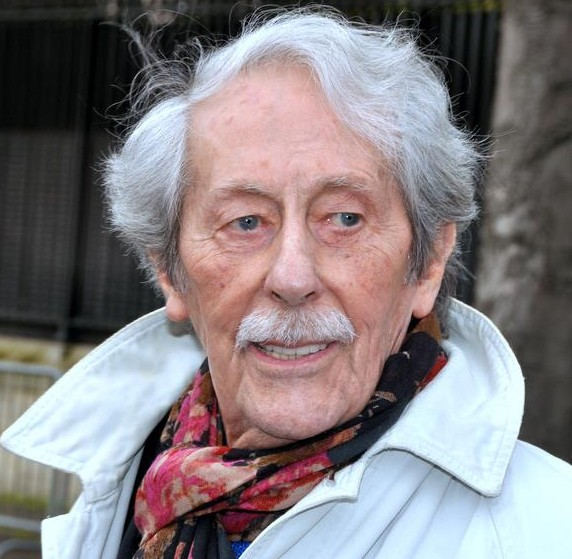
Жан Рошфор у 2013 році

- Йожеф Тот, 88, угорський футболіст та тренер
- Чумак Алан Володимирович, 82, телевізійний журналіст, екстрасенс, президент регіонального громадського Фонду сприяння досліджень соціальних та аномальних явищ.

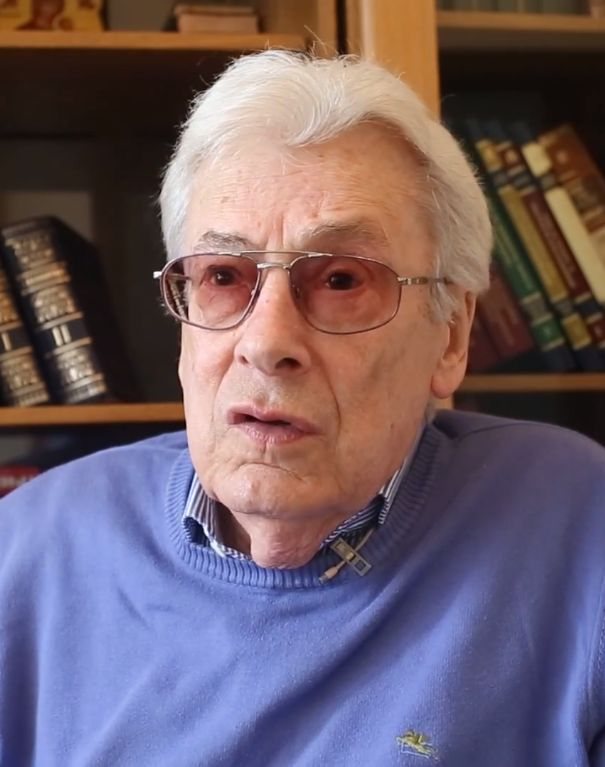
Алан Чумак у 2015 році

### 8 жовтня
- Дерріл Едестранд, 71, канадський хокеїст, що грав на позиції захисника.

### 7 жовтня
- Влодек Петро Афанасійович, 93, священнослужитель Української православної церкви, митрофорний протоієрей, професор богослов'я, перший ректор відродженої Київської духовної семінарії.
- Довгий Олексій Прокопович, 88, український письменник, перекладач, літературний критик, пісняр.

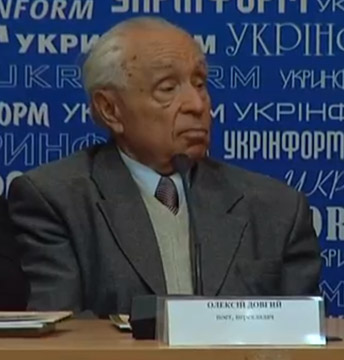
Олексій Довгий

- Іванов В'ячеслав Всеволодович, 88, російський лінгвіст, літературознавець, видатний індоєвропеїст, один із засновників математичної лінгвістики та семіотики культури.
- Вацлав Сьвєжавський, 90, польський римо-католицький єпископ Сандомирської дієцезії РКЦ.

### 6 жовтня
- Роберто Андзолін, 79, італійський футболіст, що грав на позиції воротаря; футбольний тренер.

### 5 жовтня
- Анна Вяземські, 70, французька акторка і письменниця російського походження[87].
- Жорж Анрі Гріффітс, 27, івуарійський футболіст[88][89]
- Кокорін В'ячеслав Всеволодович, 73, радянський і російський театральний режисер, актор театру і кіно («Ейфорія», «Золотий полоз»).

### 4 жовтня
- Гурєєва Людмила Миколаївна, 74, українська радянська волейболістка, гравець збірної СРСР, володарка срібних нагород Олімпіади 1964 року в Токіо.
- Ліам Косгрейв, 97, прем'єр-міністр Ірландії (Тишех) в 1973—1977 роках.

### 3 жовтня
- Персія Вуллі, 81, американська письменниця[90].
- Ізабелла Карле, 95, американський хімік[91].
- Джалаль Талабані, 83, іракський політичний діяч, Президент Іраку (2005—2014)[92].

### 2 жовтня
- Том Петті, 66, американський рок-музикант.
- Клаус Хубер, 92, швейцарський композитор, диригент, педагог та скрипаль.
- Нейл Смелзер, 87, американський соціолог, один з творців економічної соціології як повноцінної соціологічної дисципліни.

### 1 жовтня
- Вольперт Лариса Іллівна, 91, радянська і естонська шахістка та літературознавець.
- Іштван Месарош, 86, угорський філософ-марксист, заслужений професор Сассекського університету (Велика Британія).

## Вересень

### 30 вересня
- Юліан Влад, 86, румунський політичний діяч, генерал армії.
- Воєводський Володимир Олександрович, 51, російський і американський математик, викладач, лауреат медалі Філдса 2002 року.

### 28 вересня
- Аріфуллін Олексій Саярович, 46, російський футболіст, що грав на позиції захисника.

### 27 вересня
- Зархі Ніна Олександрівна, 71, російський кінокритик, кінознавець, донька російського драматурга, режисера і сценариста Олександра Зархі.
- Г'ю Гефнер, 91, американський видавець, засновник і шеф-редактор журналу «Playboy», засновник компанії Playboy Enterprises.

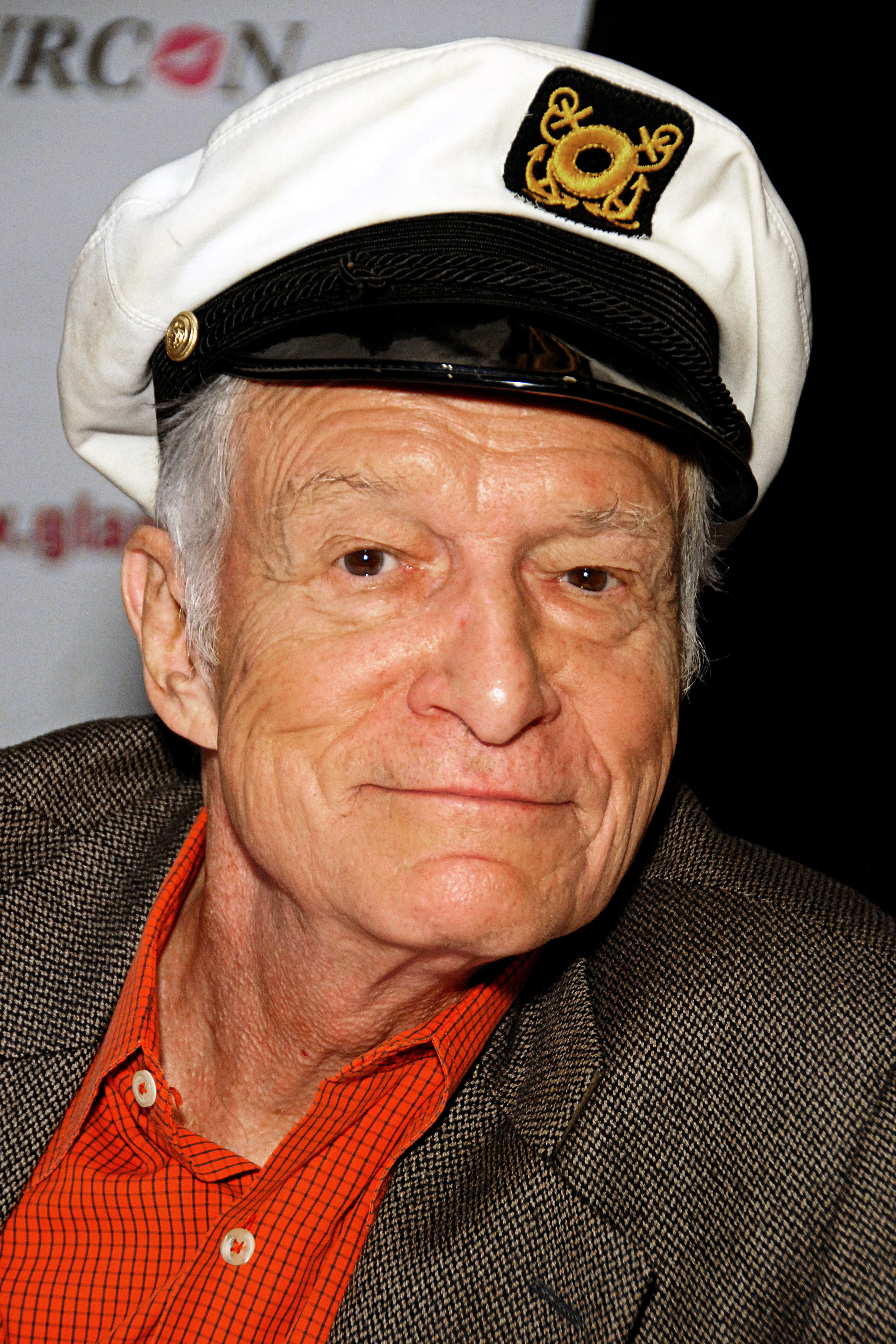
Г'ю Гефнер у 2010 році

### 26 вересня
- Квета Фіалова, 88, чеська акторка театру, кіно і телебачення.

### 24 вересня
- Жизель Казадезюс, 103, французька акторка[93].
- Храпачов Вадим Юрійович , 70, радянський та український композитор.

### 23 вересня
- Чарльз Едвард Бредлі, 68, американський фанк, соул і ритм-енд-блюз співак.
- Кацман Олексій Йосипович, 70, радянський футболіст, нападник; після закінчення кар'єри гравця — радянський і український футбольний тренер і арбітр, Заслужений тренер України.
- Іриней (Семко), 54, архієрей Української православної церкви Московського патріархату, архієпископ Ніжинський і Прилуцький.

### 22 вересня
- Ганюшкін Юрій Вікторович, 68, радянський актор, артист Кримського академічного російського драматичного театру імені М.Горького в Сімферополі (1976—1983), Заслужений артист УРСР (1980).

### 21 вересня
- Алексенський Юрій Ніконович, 67, радянський і український спортсмен, чемпіон Європи та 12-разовий переможець Кубка Європи з мотоболу .
- Ліліан Беттанкур, 94, французька підприємниця (L'Oréal) та меценат[94].
- Лозовенко Катерина Семенівна, 71, українська акторка та телеведуча

### 20 вересня
- Ене Мігкельсон, 72, естонська письменниця.
- Джон Ніколсон, 75, новозеландський автогонщик, учасник чемпіонату світу з автогонок у класі Формула-1 (1974—1975).

### 19 вересня
- Джейк Ламотта , 95, американський боксер[95].
- Лесяк Євген Вікторович, 88, Заслужений тренер України з веслування, майстер спорту СРСР, заслужений працівник фізичної культури і спорту України.

### 18 вересня

Осип Зінкевич

- Зінкевич Осип Степанович, 92, український літературознавець, видавець, голова правління українського незалежного видавництва «Смолоскип».
- Леоненко Іван Федорович, 89, український тренер з бігу, Заслужений тренер СРСР і України.
- Соткілава Зураб Лаврентійович, 80, радянський оперний співак (лірико-драматичний тенор), педагог, народний артист СРСР (1979).

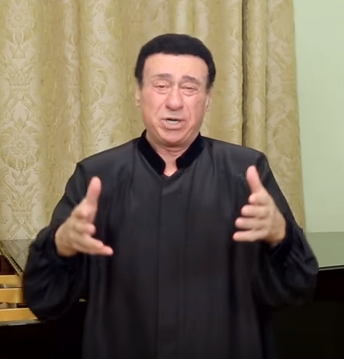
Зураб Соткілава

### 17 вересня
- Еудженіо Берселліні, 81, італійський футболіст, що грав на позиції півзахисника. По завершенні ігрової кар'єри — футбольний тренер.

### 16 вересня
- Бренда Льюїс, 96, американська оперна співачка[96].

### 15 вересня
- Арш Григорій Львович, 91, російський історик, балканіст, медієвіст-візантиніст.
- Вайолет Браун, 117, найстаріший верифікований мешканець Землі (після смерті Емми Морано 15 квітня 2017).
- Гаррі Дін Стентон, 91, американський актор[97].

### 14 вересня
- Ата Кандо, 103, голландська фотографка[98].

### 13 вересня
- Френк Вінсент, 78, американський актор.
- Піт Доменічі, 85, американський політик, сенатор США від штату Нью-Мексико (з 1973 по 2009), член Республіканської партії.

### 11 вересня
- Пітер Холл, 86, англійський театральний, оперний та кінорежисер.
- Абдул Халім Муадзам Шах, 89, султан малайзійського султанату Кедах з 1958.

### 10 вересня
- Падра Дмитро Семенович, 78, радянський та український журналіст.

### 9 вересня
- Бас Радіон Михайлович, 64, білоруський продюсер, режисер, музикант, заслужений діяч культури Республіки Білорусь.
- Величко Борис Федорович, 86, спеціаліст з області електротермії феросплавів, двічі лауреат Державної премії України в галузі науки і техніки.

### 8 вересня
- П'єр Берже, 86, французький промисловець і меценат, один із засновників дому моди Yves Saint Laurent і колишній партнер модельєра Іва Сен-Лорана.
- Любіша Самарджич, 80, югославський актор та режисер.
- Алі Тімаєв (позивний Тимур Махаурі), 39, учасник війни на сході України, боєць чеченського батальйону імені шейха Мансура; вбитий.

### 6 вересня
- Лотфі Заде, 96, американський математик і логік азербайджанського походження.

### 5 вересня
- Ніколас Бломберген, 97, американський фізик нідерландського походження. Лауреат Нобелівської премії з фізики за 1981 рік.

### 3 вересня
- Джон Ешбері, 90, американський поет, лауреат Пулітцерівської премії (1976).
- Красін Віктор Олександрович, 88, радянський економіст, правозахисник, дисидент, політв'язень.

### 1 вересня
- Владімір Брабєц, 83, чеський актор театру і кіно.

## Серпень

### 30 серпня
- Марджорі Бултон, 93, есперантський поет, прозаїк і драматург, есперантолог; одна з найбільш відомих представниць «англійської школи» в есперантській поезії.
- Карой Макк, 91, угорський кінорежисер.
- Пачевський Анатолій Мартинович, 77, український організатор сільського господарства, Герой України (2002).
- Луїза Хей, 90, американська письменниця, авторка мотиваційних книг, засновниця видавничої компанії Hay House.

### 29 серпня
- Коган Дмитро Павлович, 38, російський скрипаль, Заслужений артист РФ; рак.

### 28 серпня
- Мірей Дарк, 79, французька кіноакторка[99].
- Цутому Хата, 82, японський політик, Прем'єр-міністр Японії (квітень — червень 1994).

### 26 серпня
- Тоуб Гупер, 74, американський режисер («Техаська різанина бензопилою»).
- Стаюра Володимир Іванович, 51, український інженер, підприємець, меценат, політик, військовик.

### 24 серпня
- Васильов Володимир Юдіч, 86, радянський, російський балетмейстер, народний артист Росії, головний балетмейстер Державного академічного театру класичного балету (Москва).

### 21 серпня
- Байрам Реджепі, 63, косовський політик, перший післявоєнний прем'єр-міністр Косова.

### 20 серпня
- Джеррі Льюїс, 91, американський актор та комік[100].

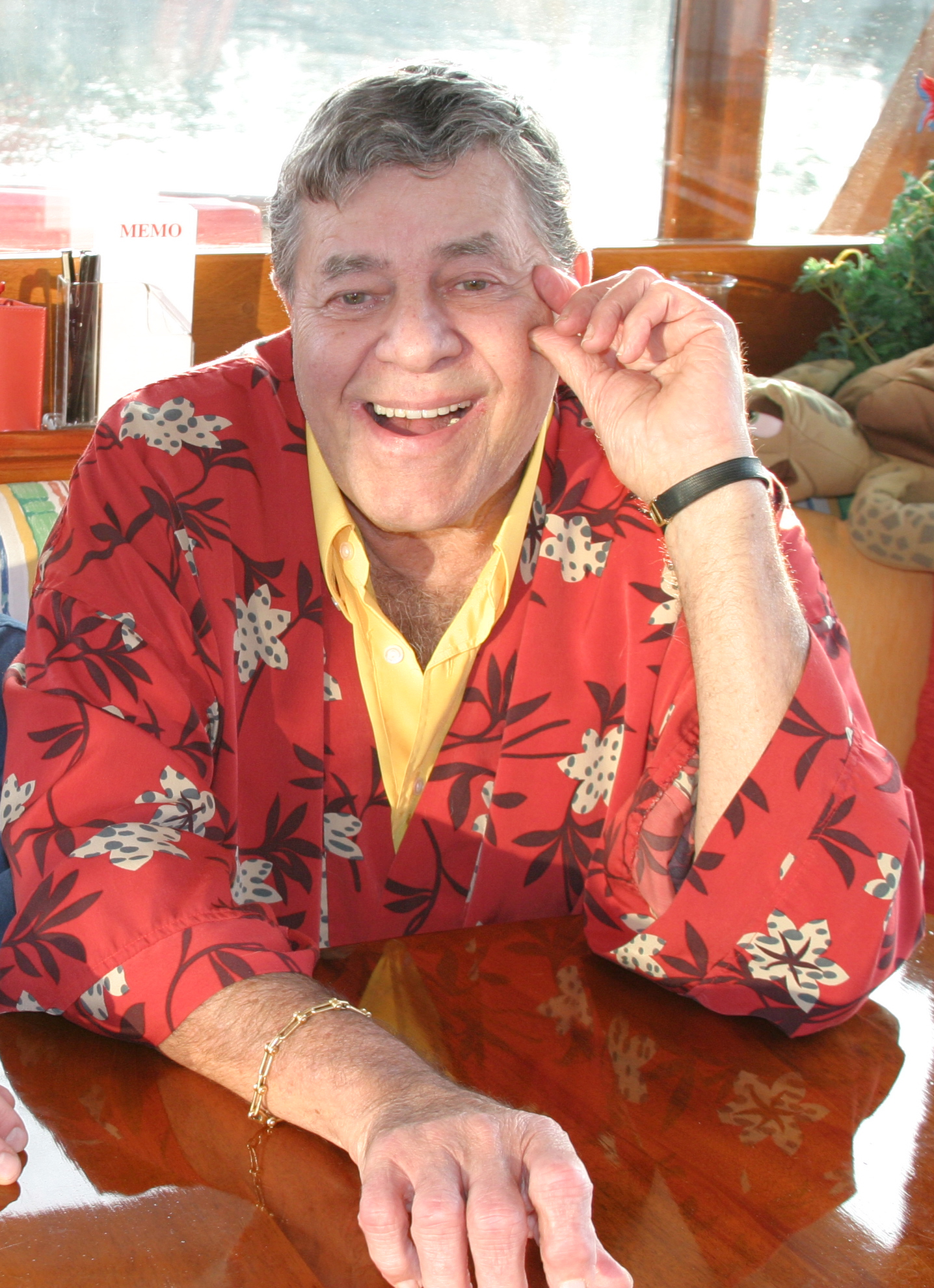
Джеррі Льюїс у 2005 році

### 19 серпня
- Януш Гловацький, 78, польський прозаїк, драматург, сценарист.

### 16 серпня
- Глаголєва Віра Віталіївна, 61, радянська і російська акторка та режисер, Народна артистка Росії (2011)[101].

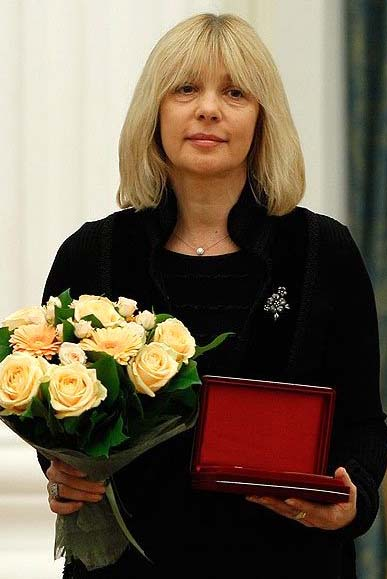
Віра Глаголєва у 2011 році

### 15 серпня
- Гунарс Біркертс, 92, американський архітектор латвійського походження.

### 13 серпня
- Юрчишин Володимир Васильович, 92, український економіст-аграрник, доктор економічних наук.

### 10 серпня
- Парфенюк Олександр Сергійович, 70, український вчений и педагог в галузі хімічного машинобудування, доктор технічних наук, професор Донецького національного технічного університету.

### 8 серпня
- Кетлін Моравец, 94, канадсько-американський математик[102].
- Ґонзаґ Сен-Брі, 69, французький журналіст, історик та романіст.

### 7 серпня
- Харуо Накаджіма, 88, японський актор.

### 6 серпня
- Вишневський Іван Миколайович, 79, вчений у галузі ядерної фізики та енергетики, академік Національної академії наук України.
- Бетті Катберт, 79, австралійська легкоатлетка[103].
- Ернст Цюндель, 78, німецький публіцист, ревізіоніст Голокосту.

### 5 серпня
- Бережна Ірина Григоріївна, 36, український політик, народний депутат України VI та VII скликань; ДТП.

Ірина Бережна

- Діоніджі Теттаманці, 83, італійський кардинал.
- Денисенко Іван, 33, український художник та музикант.

### 3 серпня
- Анхель Ньєто, 70, іспанський мотогонщик, багаторазовий чемпіон світу з шосейно-кільцевих мотогонок MotoGP.
- Роберт Гарді, 91, англійський актор.

## Липень

### 31 липня
- Жанна Моро, 89, французька акторка[104].

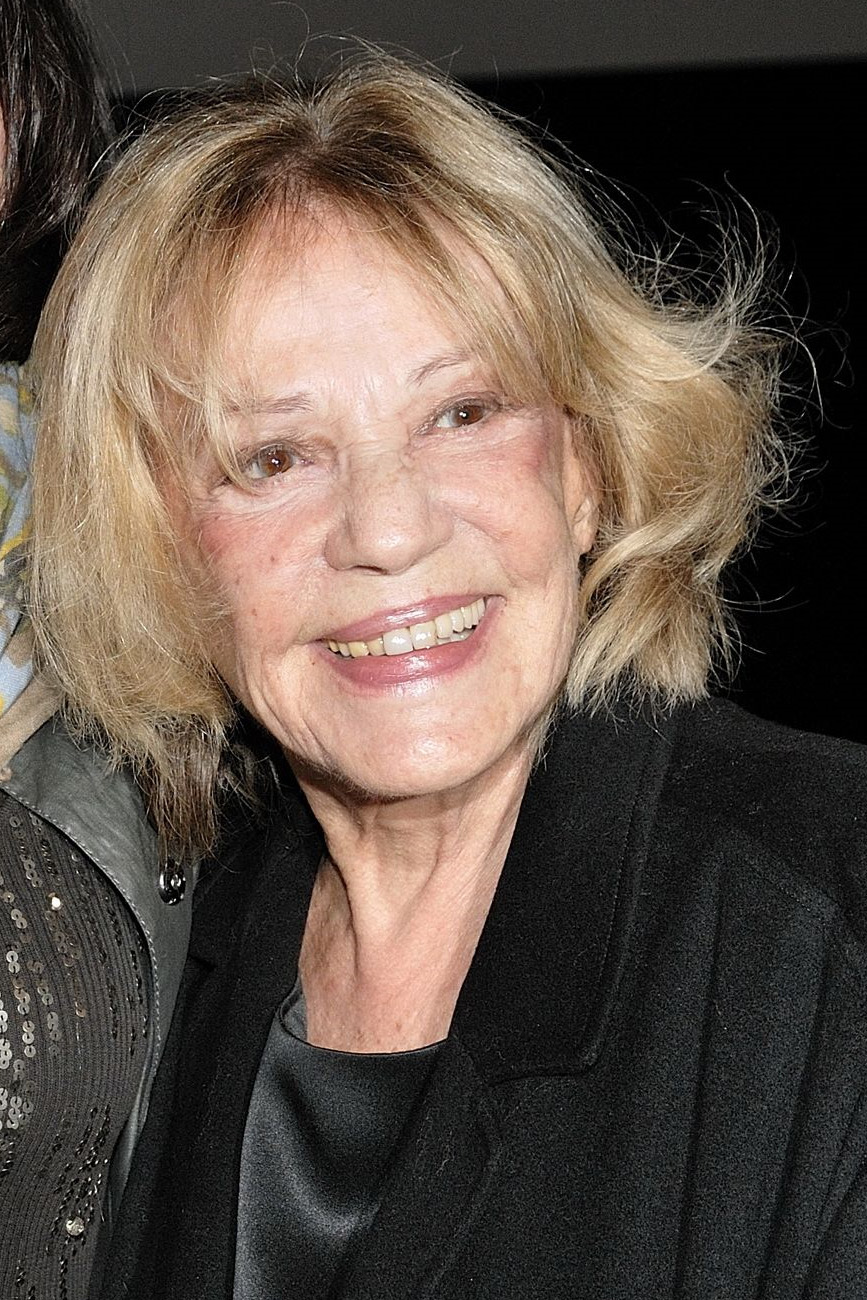
Жанна Моро у 2009 році

### 29 липня
- Рижов Юрій Олексійович, 86, радянський і російський вчений у галузі механіки рідини і газу, політичний і громадський діяч.

### 26 липня
- Лео Кіннунен, 73, фінський автогонщик, учасник чемпіонату світу з автогонок у класі Формула-1.
- Столяров Олександр Миколайович, 57, український, російський режисер ігрового і документального кіно, літератор, сценарист.

### 22 липня
- Ситник Костянтин Меркурійович, 91, український ботанік, фізіолог рослин, дійсний член АН УРСР.

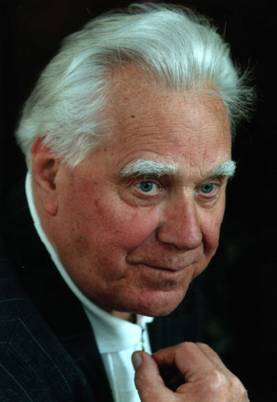
Костянтин Ситник

- Тарасов Артем Михайлович, 67, радянський і російський підприємець, народний депутат РРФСР (1990), член Держдуми РФ 1-го скликання (1993—1996).
- Франтішек Шевчик, 75, чехословацький хокеїст, правий нападник.

### 21 липня
- Хрвоє Шаринич, 82, хорватський політичний діяч, прем'єр-міністр Хорватії (серпень 1992 — квітень1993).
- Джон Герд, 72, американський актор[105].
- Стаббс, 20, кіт, почесний мер Талкітна, Аляска (1997—2017)[106].

### 20 липня
- Честер Беннінґтон, 41, музикант, вокаліст групи Linkin Park. Самогубство.

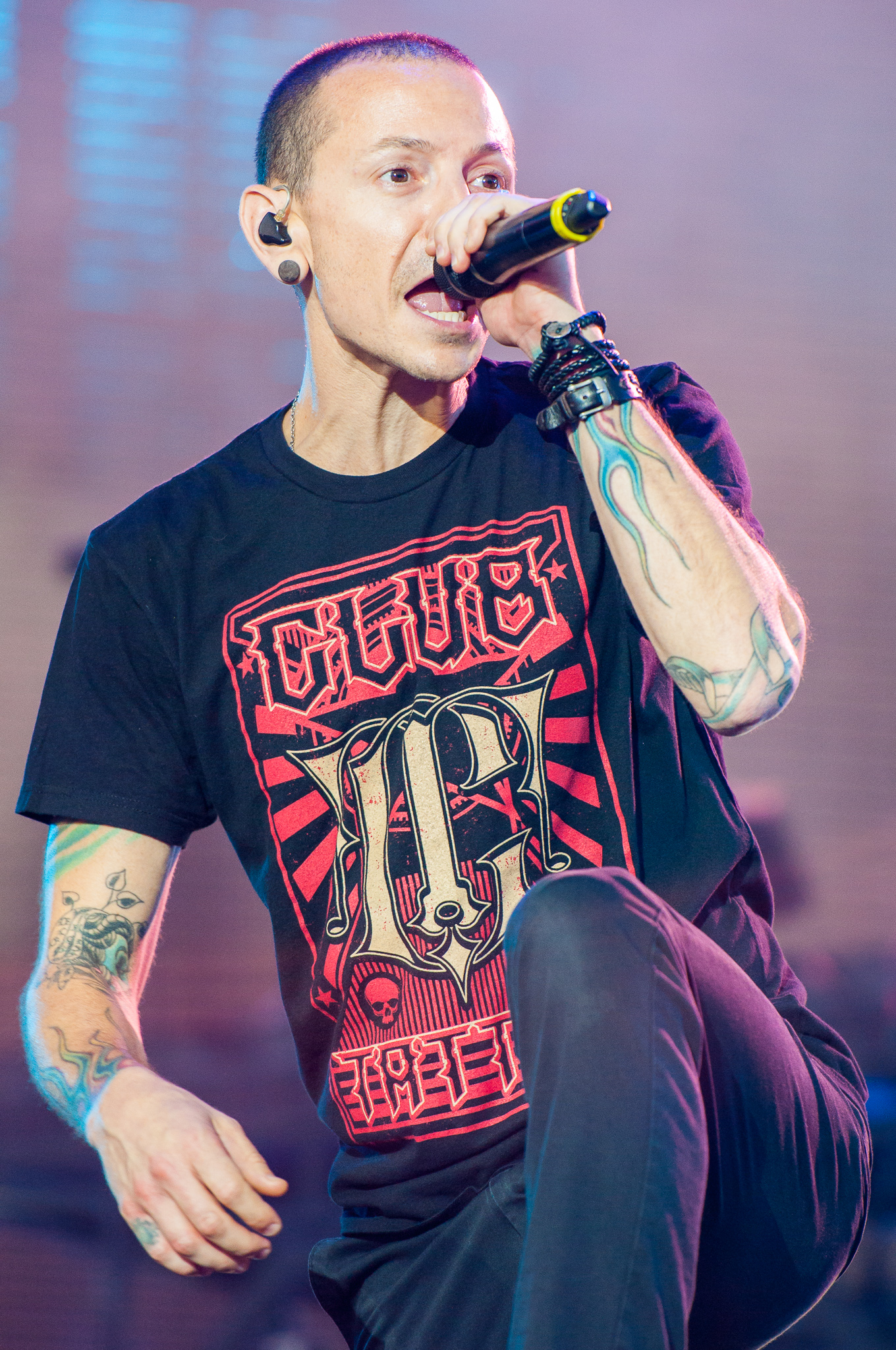
Честер Беннінґтон у 2014 році

- Клод Ріш, 88, французький актор театру та кіно, сценарист, лауреат кінопремії «Сезар».

### 18 липня
- Макс Галло, 85, французький письменник, історик та політик[107].

### 16 липня
- Пантелюк Володимир Володимирович, 58, український актор театру і кіно. Заслужений артист України.
- Нар Бахадур Бхандарі, 77, колишній прем'єр-міністр індійського штату Сіккім.
- Джордж Ромеро, 77, американський кінорежисер і сценарист.

### 15 липня
- Мартін Ландау, 89, американський актор кіно і телебачення.
- Мар'ям Мірзахані, 40, іранська математик та професор математики Стенфордського університету. Рак.
- Толоконніков Володимир Олексійович, 74, актор театру і кіно, відомий за роллю Шарикова у фільмі «Собаче серце» (1988).

Володимир Толоконніков

### 14 липня
- Анн Голон, 95, французька письменниця, автор серії романів про Анжеліку[108].

### 13 липня
- Чарльз Бахман, 92, американський вчений у галузі комп'ютерних наук, зокрема розробки баз даних.
- Лю Сяобо, 61, китайський правозахисник, Лауреат Нобелівської премії миру 2010 року[109].

### 12 липня
- Міансарова Тамара Григорівна, 86, радянська естрадна співачка (ліричне сопрано), Народна артистка Росії (1996), Заслужена артистка Української РСР (1972).
- Тод Слоан, 89, колишній канадський хокеїст, що грав на позиції центрального нападника, крайнього нападника.
- Чак Блейзер, 72, член Виконавчого комітету ФІФА з 1996 по 2013 роки, Генеральний секретарем КОНКАКАФ з 1990 до 2011 року і виконавчий віце-президент американської Федерації футболу.

### 10 липня
- Августин Бузура, 78, румунський письменник, есеїст, журналіст, редактор, літературний критик.

### 9 липня
- Буніна Ірина Олексіївна, 77, радянська та українська акторка, народна артистка України (1992).
- Глазунов Ілля Сергійович, 87, радянський та російський живописець та графік-ілюстратор, Народний художник СРСР.

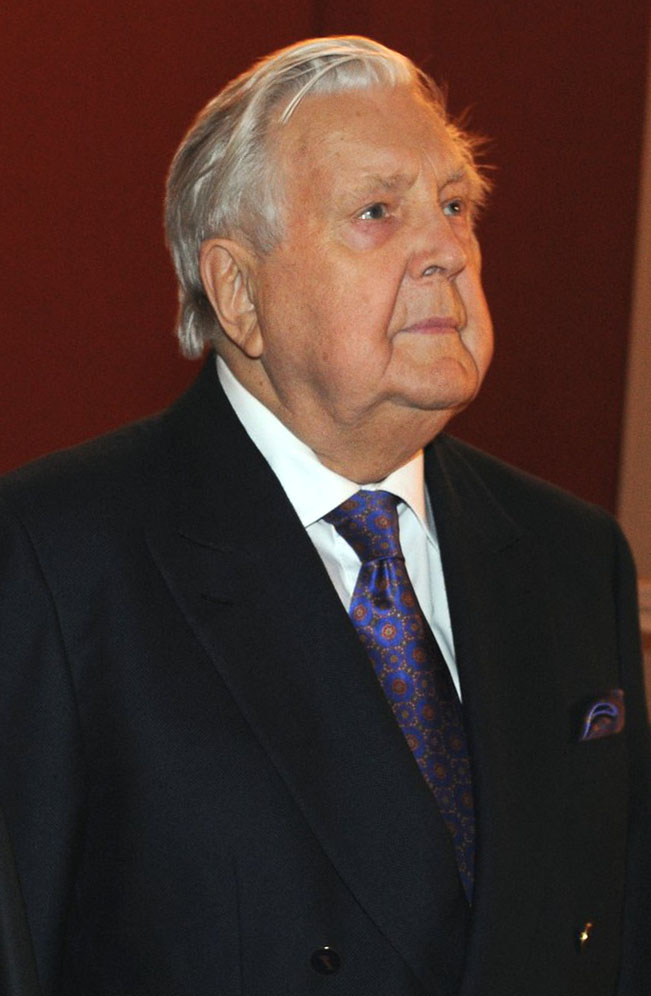
Ілля Глузунов

- Носик Антон Борисович, 51, російський стартап-менеджер, журналіст, відомий громадський діяч і популярний блогер; серцевий напад.

### 8 липня
- Нелсан Елліс, 39, американський актор, режисер, сценарист та продюсер.
- Ельза Мартінеллі, 82, італійська акторка та модель[110].
- Матіяш Роман Ярославович, 42, український співак, бодібілдер, спортивний тренер, учасник гурту «Турбо-Техно-Саунд» та «Фантом-2».

### 7 липня
- Марина Ратнер, 78, американський математик російського походження[111].

### 6 липня

Роман Стоцький

- Антонов Володимир Іванович, 80, радянський і український актор, перший народний артист незалежної України (1991).
- Стоцький Роман Іванович, 27, український футболіст, півзахисник.

### 5 липня
- П'єр Анрі, 89, французький композитор.
- Йоахим Майснер, 83, німецький богослов, архієпископ і кардинал.

### 4 липня
- Гранін Данило Олександрович, 98, російський радянський письменник, сценарист і громадський діяч.
- Кармаліта Світлана Ігорівна, 77, російський сценарист, вдова і постійний співавтор режисера Олексія Германа-старшого.

### 3 липня
- Паоло Вілладжо, 84, італійський актор, письменник та режисер.
- Наконечний Степан Федорович, 75, радянський футболіст та український футбольний тренер.

### 2 липня
- Маланюк Володимир Павлович, 59, український шахіст, міжнародний гросмейстер (1987).

### 1 липня
- Артемчук Галік Ісакович, 78, український філолог.

## Червень

### 30 червня
- Сімона Вейль, 89, французький адвокат і політик, президент Європарламенту у 1979—1982 роках.

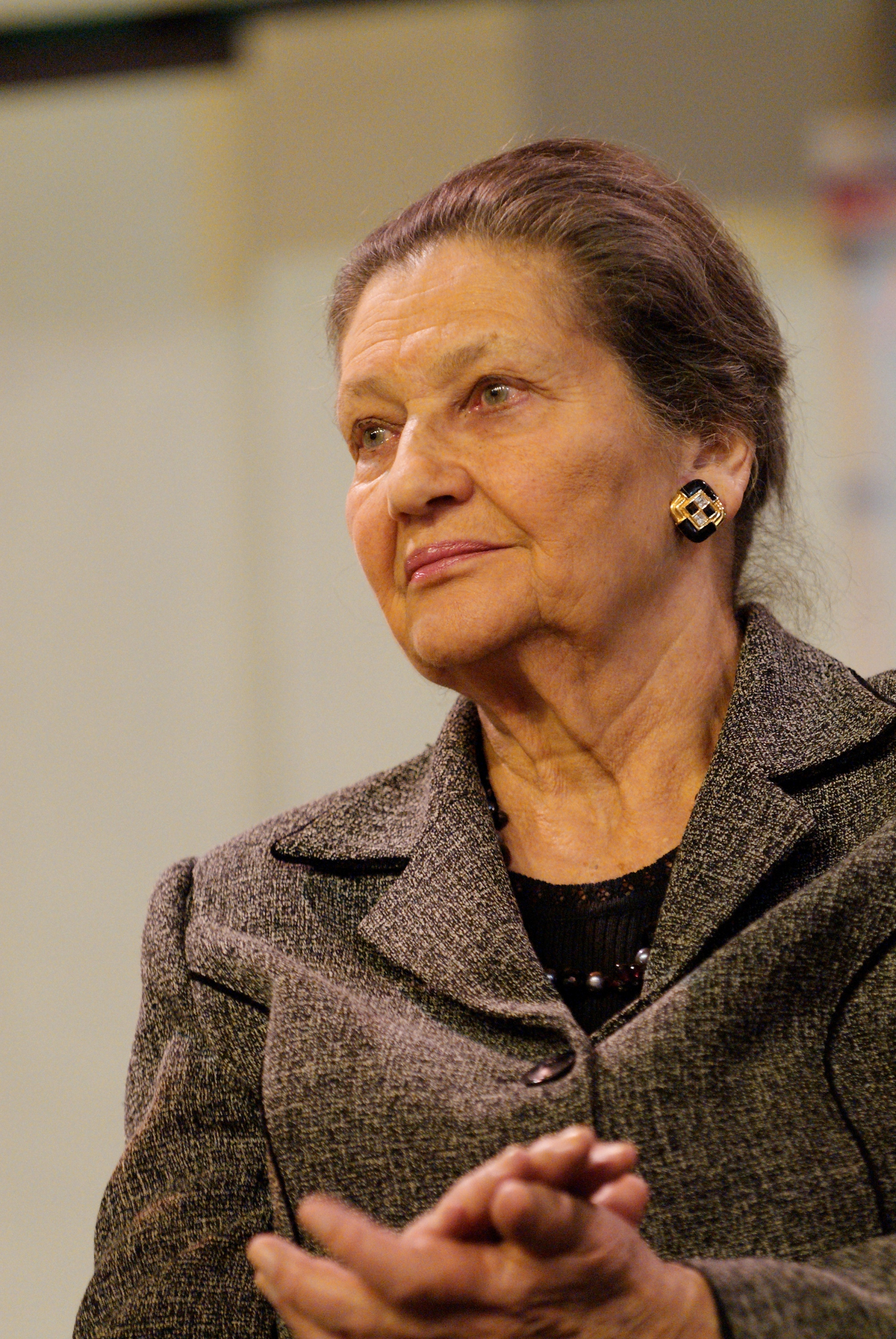
Сімона Вейль у 2008 році

- Свєтозаров Володимир Йосипович, 68, радянський, російський художник-постановник театру і кіно.

### 29 червня
- Дейв Семенко, 60, канадський хокеїст, лівий нападник.

### 27 червня
- Пітер Бергер, 88, австрійський і американський соціолог та теолог, ідеолог неоконсерватизму, представник соціального конструктивізму в соціології.

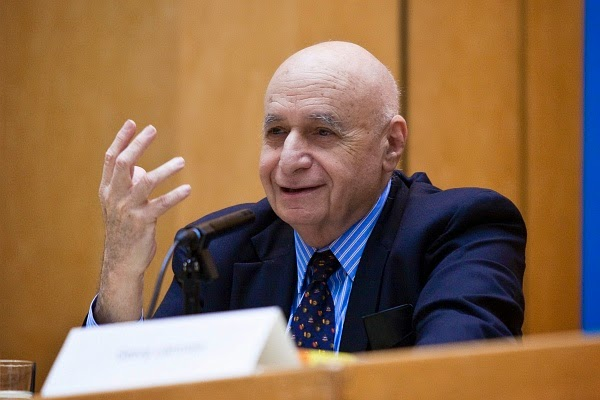
Пітер Бергер

- Майкл Бонд, 91, англійський письменник і сценарист, автор широко відомої серії книг про ведмедика Паддінгтона, нагороджений Орденом Британської імперії (1997).

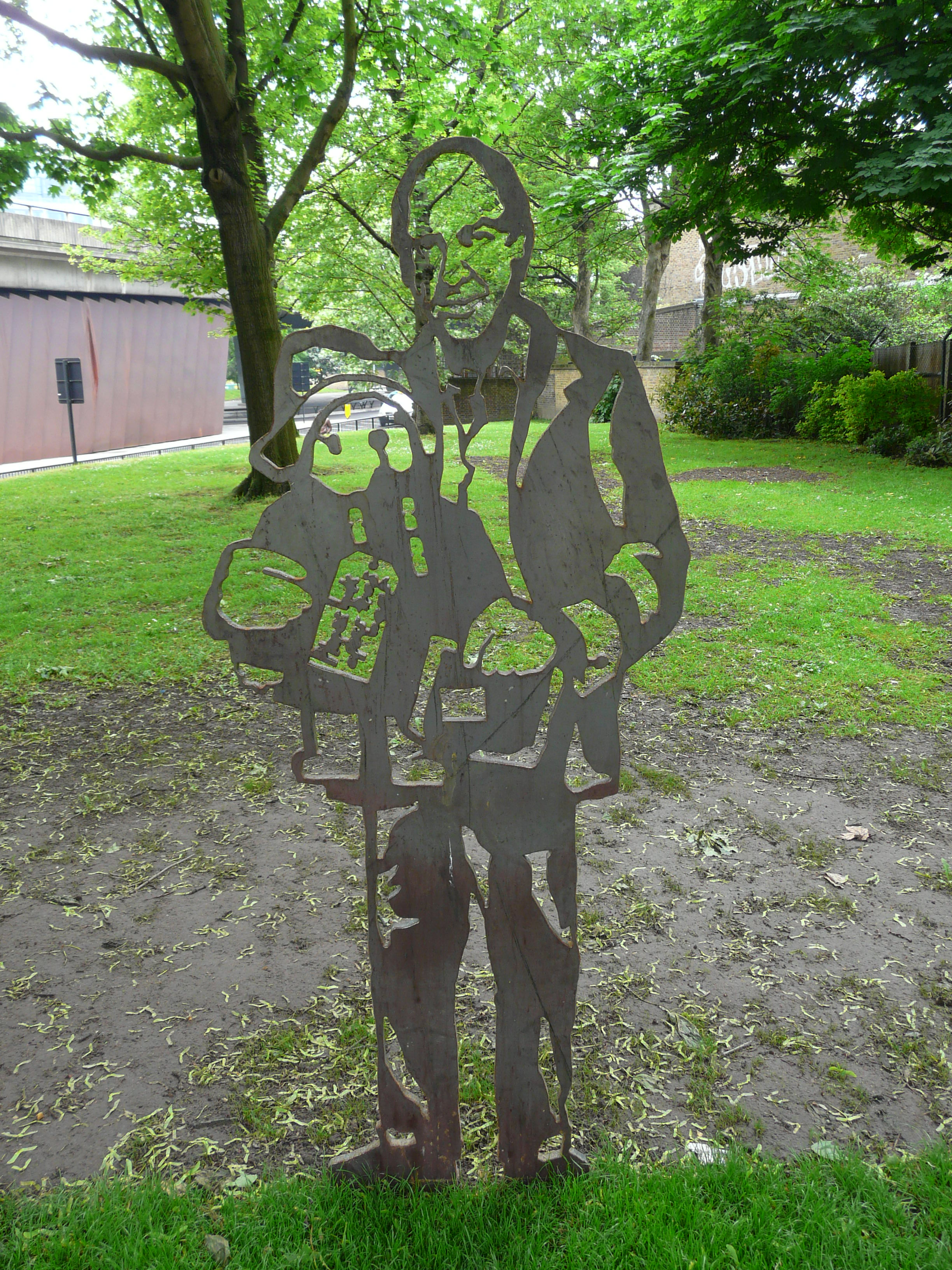
Майкл Бонд

- Мікаель Нюквіст, 56, шведський актор.
- Шаповал Максим Михайлович, 38, український військовослужбовець, розвідник, генерал-майор (посмертно) Збройних сил України. Підрив автомобіля.
- Якутович Сергій Георгійович, 64, український художник, графік, книжковий ілюстратор, народний художник України.

### 26 червня
- Нафі Джусойти, 92, осетинський науковець у галузі історії літератури і фольклору.
- Дуг Петерсон, 71, американський конструктор вітрильних яхт.

### 24 червня
- Марта Мвунгі, 74, танзанійська письменниця та фольклористка[112].

### 20 червня
- Мильников Сергій Олександрович, 58, радянський хокеїст, воротар. Олімпійський чемпіон.
- Парубок Омелян Никонович, 77, двічі Герой Соціалістичної Праці, депутат Верховної Ради УРСР 9-11-го скликань.

### 19 червня
- Отто Вормбір, 22, американський студент, засуджений та ув'язнений у Північній Кореї.

### 16 червня
- Гельмут Коль, 87, німецький політик, канцлер Федеративної Республіки Німеччини.

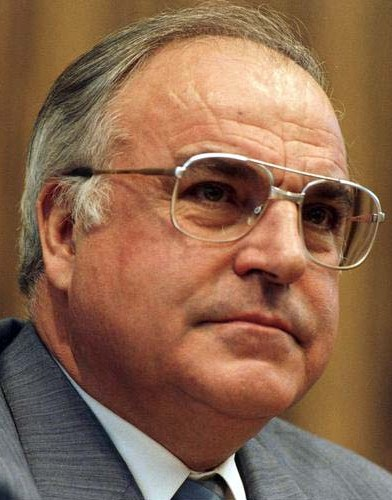
Гельмут Коль

- Джон Авілдсон, 81, американський кінорежисер, що зняв фільми «Роккі»

### 15 червня
- Баталов Олексій Володимирович, 88, радянський і російський актор. Народний артист СРСР (1976). Герой Соціалістичної Праці (1989).

Олексій Баталов

### 13 червня
- Ульф Старк, 72, шведський письменник та сценарист[113].

### 12 червня
- Чарльз Текер, 74, американський вчений у галузі теорії обчислювальних систем, лауреат премії Тюрінга 2009 року.

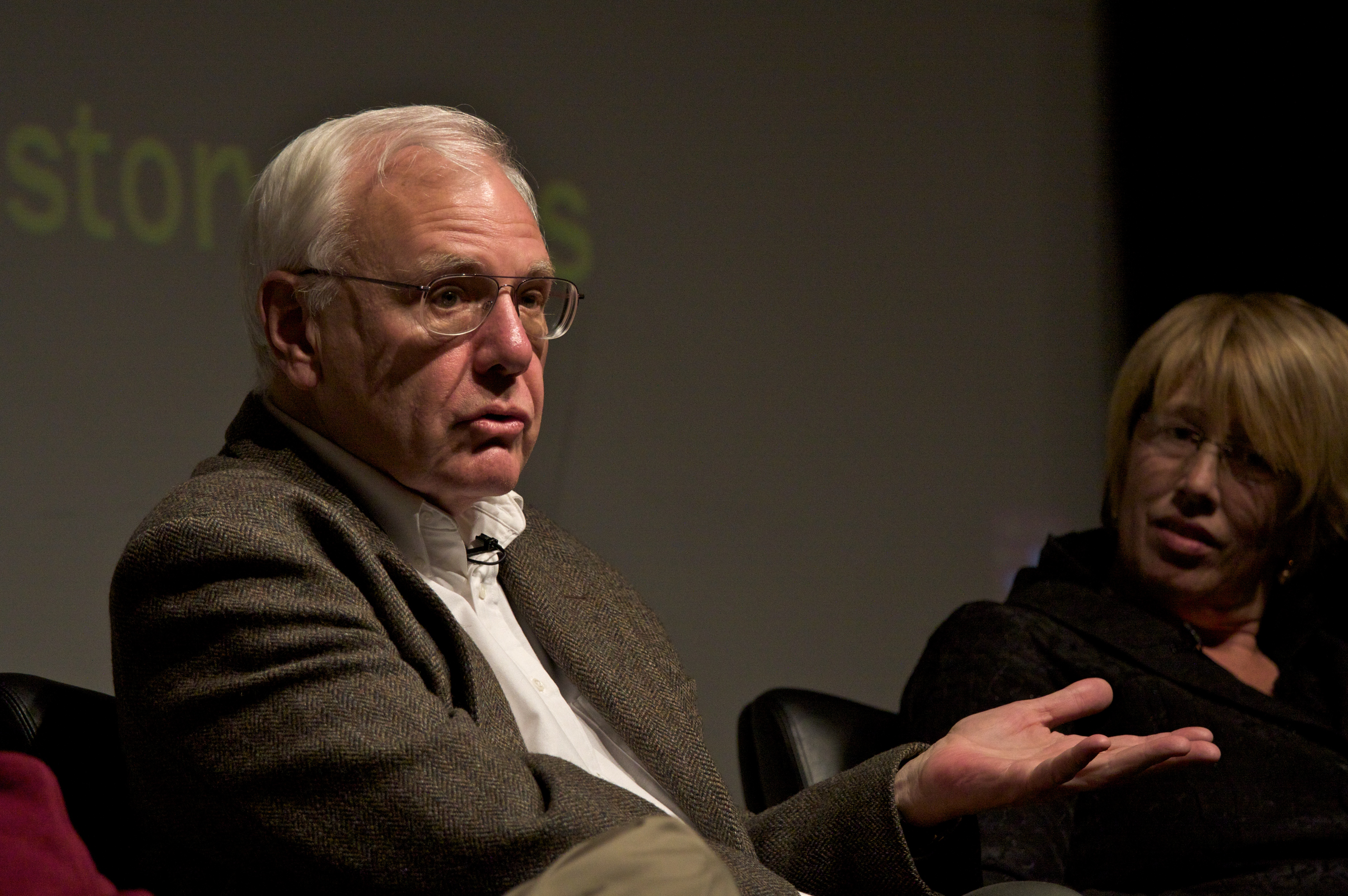
Чарльз Текер

### 9 червня
- Адам Вест, 88, американський актор, відомий як перший Бетмен.

### 5 червня
- Анна Йокаї, 84, угорська письменниця[114].

### 4 червня
- Хуан Гойтісоло, 86, іспанський письменник і журналіст[115].

### 2 червня
- Бучко Микола Іванович, 68, український письменник, лауреат премій ім. П. Усенка, С. Воробкевича, Д. Загула, П. Целана.

### 1 червня
- Алоїс Мок, 82, австрійський державний та політичний діяч, міністр закордонних справ Австрійської Республіки (1987—1995).

## Травень

### 31 травня
- Любомир (Гузар), 84, Верховний архієпископ Києво-Галицький — предстоятель Української греко-католицької церкви (2005—2011).

### 30 травня
- Елена Вердуго, 91, американська акторка кіно та телебачення.

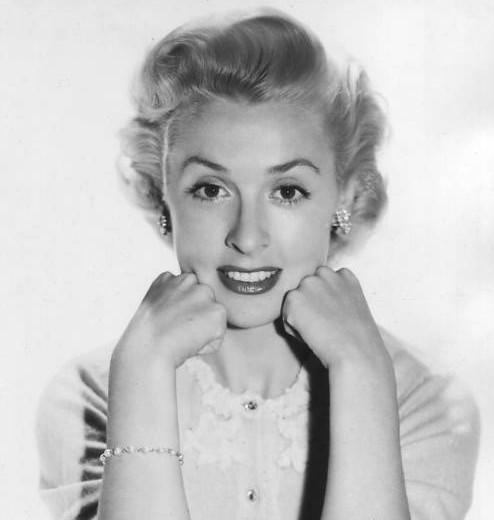
Елена Енджела Вердуго у 1955 році

### 29 травня
- Константінос Міцотакіс, 98, грецький політик, Прем'єр-міністр Греції (1990—1993).
- Мануель Нор'єга, 83, диктатор Панами в 1983—1989 роках.

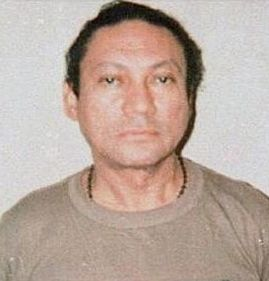
Мануель Нор'єга

- Богдан Дочев, 80, болгарський футбольний арбітр ФІФА.

### 27 травня
- Грегг Оллмен, 69, американський музикант.

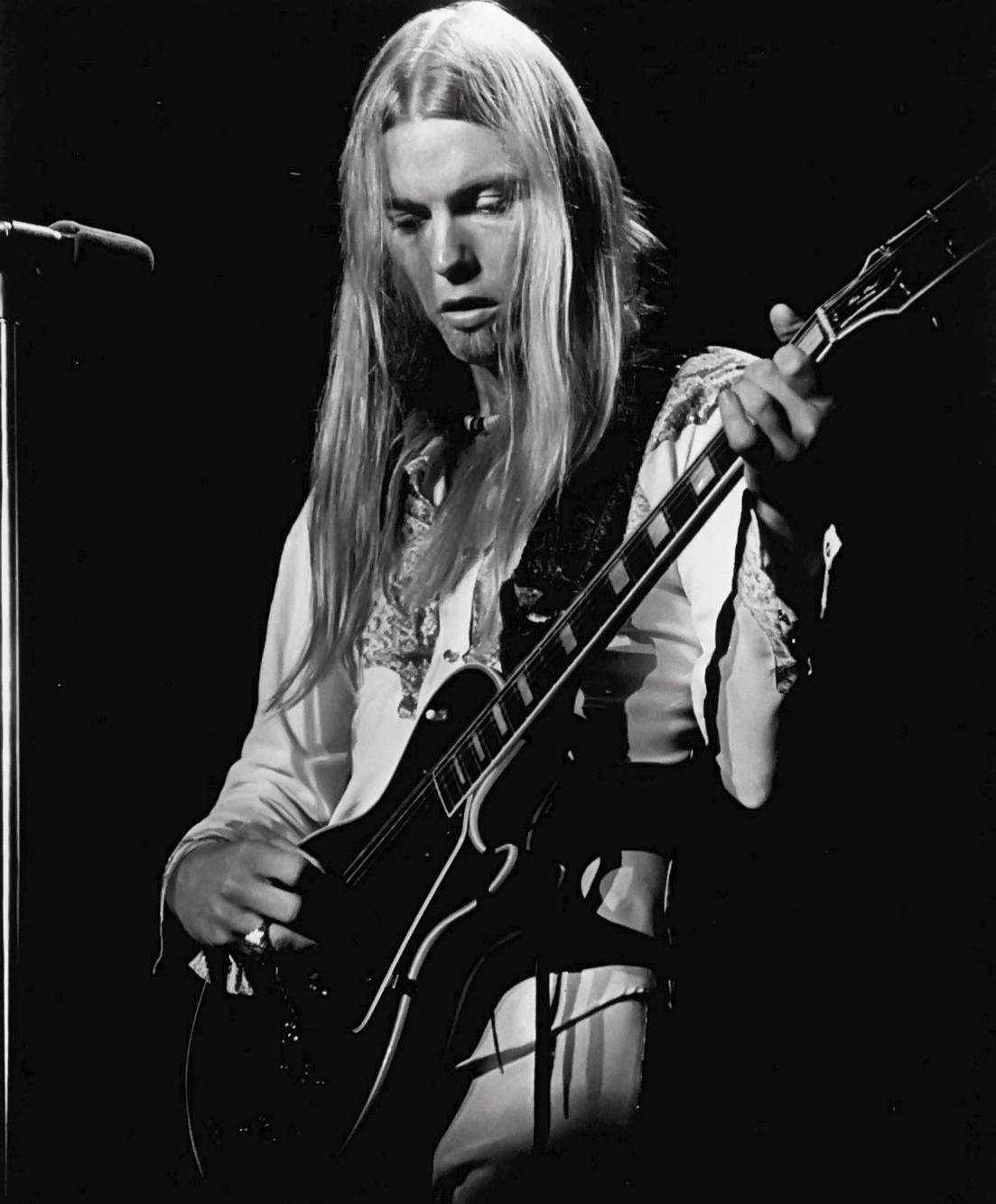
Грегг Оллмен у 1975 році

- Коник Михайло Іванович,71, український педагог, композитор.

### 26 травня
- Збігнєв Бжезінський, 89, американський політолог, соціолог і державний діяч, колишній Радник з національної безпеки Президента Джиммі Картера.Збігнєв Бжезінський у 2010 році

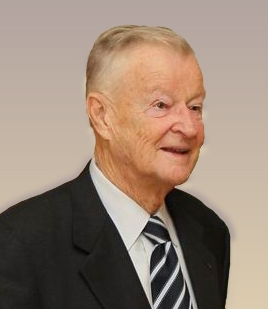
Збігнєв Бжезінський у 2010 році

- Джим Баннінг, 85, американський спортсмен і політик, член Республіканської партії, включений до Зали слави бейсболу (1996).

### 25 травня
- Откович Василь Петрович, 66, український мистецтвознавець, дослідник народного іконопису.

### 24 травня
- Бурдонський Олександр Васильович, 75, радянський і російський режисер-постановник. Народний артист Російської Федерації. Онук радянського диктатора Йосипа Сталіна.

### 23 травня
- Роджер Мур, 89, англійський актор, найбільш відомий роллю Джеймса Бонда.
- Стефано Фаріна, 54, італійський футбольний арбітр ФІФА.

### 22 травня
- Калайда Сергій Олексійович, 52, український тренер Полтавської обласної дитячо-юнацької реабілітаційно-спортивної школи інвалідів[116]
- Нікі Гейден, 35, американський мотогонщик, чемпіон світу з шосейно-кільцевих мотогонок MotoGP (2006).
- Купрейчик Віктор Давидович, 67, білоруський шахіст, гросмейстер від 1980 року.
- Перетурін Володимир Іванович, 78, радянський та російський спортивний коментатор, а раніше — футболіст, захисник.

### 21 травня
- Білл Вайт, 77, колишній канадський хокеїст, згодом — хокейний тренер.

### 20 травня
- Михаїл (Микицей), 82, єпископ Буенос-Айреської єпархії Покрова Пресвятої Богородиці Української Греко-Католицької Церкви (1999—2010).
- Шаховська Наталія Миколаївна, 81, російська віолончелістка. Народна артистка СРСР (1991).
- Волков Олександр Олександрович, 65, перший Президент Удмуртії, доктор економічних наук, заслужений будівник Росії.

### 19 травня
- Петров Станіслав Євграфович, 77, офіцер військ ППО СРСР, підполковник, який у вересні 1983 запобіг потенційній ядерній війні; підполковник Радянської Армії у відставці.
- Девід Санчес, 25, мексиканський професійний боксер у другій найлегшій вазі.

### 18 травня
- Роджер Ейлс, 77, американський медіа-консультант виконавчої влади з телебачення

### 17 травня
- Горбатко Віктор Васильович, 82, льотчик-космонавт СРСР.
- Кріс Корнелл, 52, американський гітарист, композитор і співак, колишній фронтмен групи Soundgarden; самогубство.
- Тодор Веселинович, 86, югославський футболіст і тренер, що грав на позиції нападника. Найкращий бомбардир в історії клубу «Воєводина».

### 16 травня
- Відов Олег Борисович, 73, радянський, російський і американський кіноактор і кінорежисер.

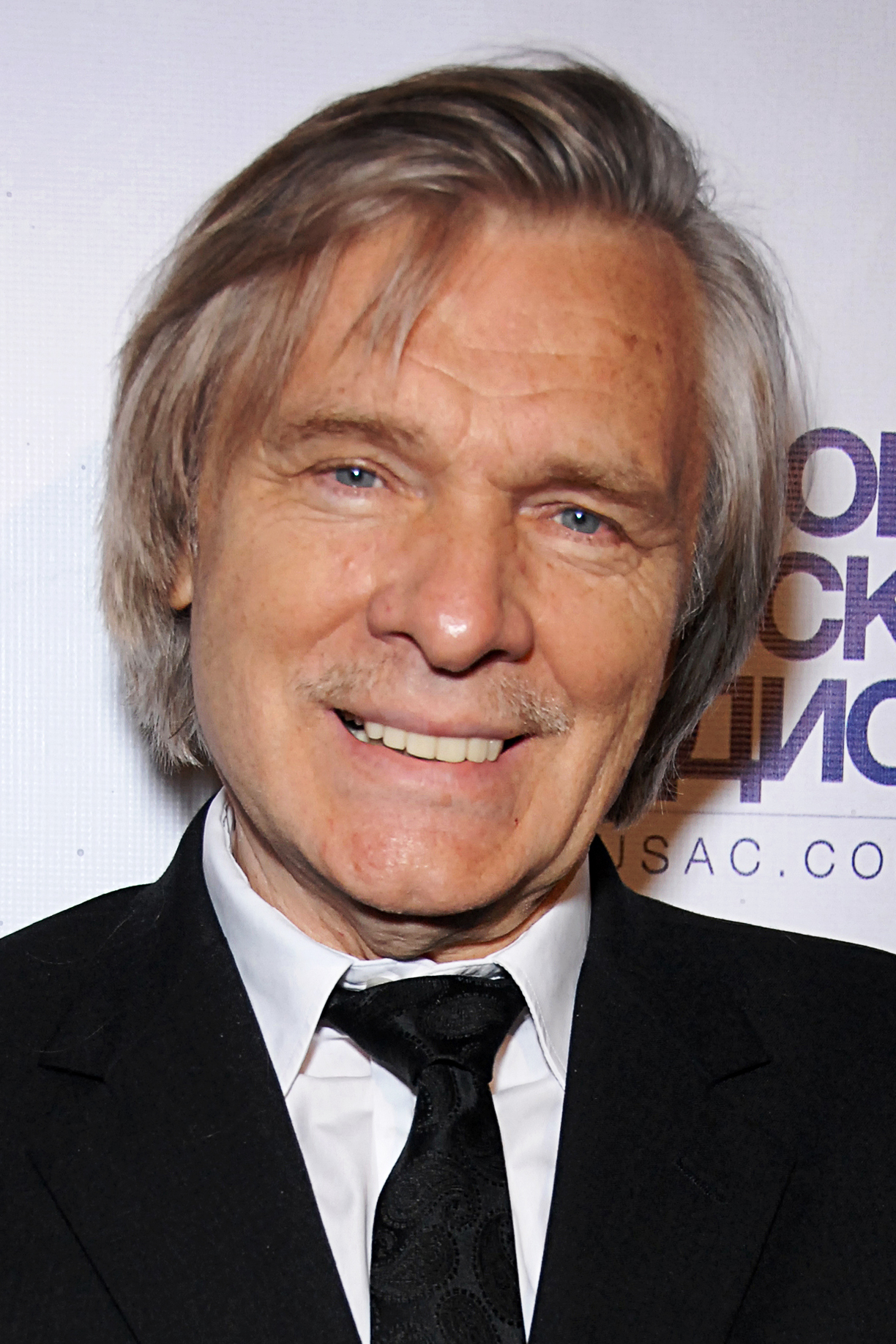
Олег Відов у 2013 році

### 14 травня
- Грицяк Євген Степанович, 90, політв'язень та один з керівників повстання в Норильских таборах 1953 року[117]

Євген Грицяк

### 12 травня
- Задорожній Олександр Вікторович, 56, український юрист, політик та науковець, член-кореспондент Академії правових наук України, президент Української асоціації міжнародного права
- Мауно Койвісто, 93, Президент Фінляндії
- Шерстньов Юрій Борисович, 76, російський радянський актор театру і кіно

### 9 травня
- Роберт Майлз, 47, італійський продюсер, композитор, музикант і DJ, один із засновників стилю Dream house

### 3 травня
- Далія Лаві, 74, ізраїльська акторка, співачка та модель[118].

### 2 травня
- Єременко Віктор Валентинович, 84, український фізик, академік Національної академії наук України (1978).

### 1 травня
- Алексін Анатолій Георгійович, 92, російський письменник і драматург, автор книг для дітей і юнацтва.
- Криловець Анатолій Олександрович, 56, український поет.

## Квітень

### 30 квітня
- Олійник Борис Ілліч, 81, український поет, перекладач, дійсний член НАН України, голова Українського фонду культури, Герой України (2005), Почесний академік Академії мистецтв України.

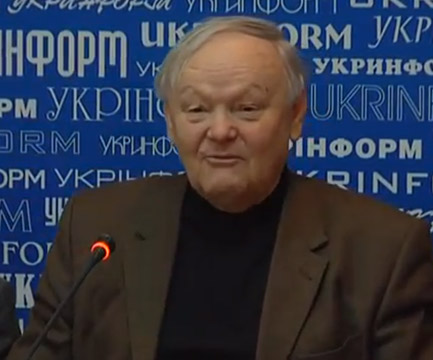
Борис Олійник

### 28 квітня
- Йон Деген, єврей, танкіст-ас часів Другої Світової війни.
- Січковський Віталій Сергійович, 56,полковник, очільник органів внутрішніх справ на Рівненщині, Тернопільщині, Волині.

### 27 квітня
- Миримський Лев Юлійович, 57, народний депутат України (1994—2006, 2012—2014)
- Віталій Калиниченко, 79, член української Гельсінської групи.

### 26 квітня
- Джонатан Демме, 73, американський режисер

### 25 квітня
- Батуріна Надія Петрівна, 88, радянська та українська акторка, театральний режисер.

Надія Батуріна

### 23 квітня
- Франтішек Райторал, 31, чеський футболіст, що грав на позиції правого захисника.

### 22 квітня
- Вільям Гйортсберг, 76, американський письменник і сценарист, відомий своїми сценаріями до фільмів «Легенда» й «Янгольське серце».
- Вітольд Пиркош, 90, польський театральний та кіноактор.

### 21 квітня
- Маґдалена Абаканович, 86, польський скульптор[119].

### 20 квітня
- Джермейн Мейсон, 34, британський легкоатлет, олімпійський медаліст.

### 19 квітня
- Карась Анатолій Андрійович, 77, радянський, український сценарист, редактор, режисер.

### 15 квітня
- Аллан Голдсворт, 70, американський гітарист-віртуоз[120]

### 14 квітня
- Чайка В'ячеслав, очільник міліції на Рівненщині[121].

### 13 квітня
- Роберт Тейлор, 85, один із творців Інтернету[122].

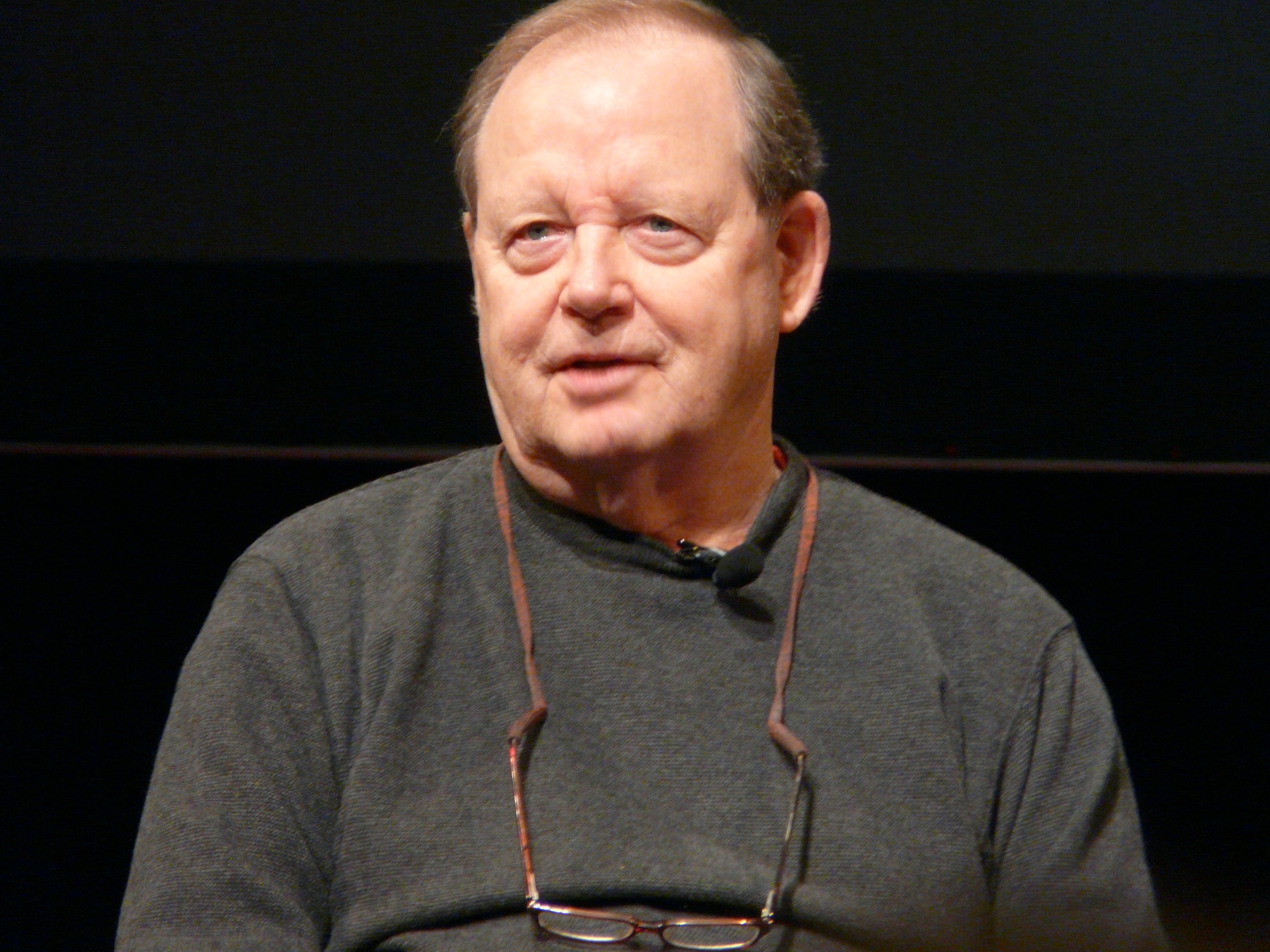
Вчений Роберт Тейлор у 2010 році

### 12 квітня
- Рубанов Петро Якимович, 96, Герой Радянського Союзу, почесний громадянин Запоріжжя[123].

### 10 квітня
- Золоєв Олег Сергійович, 70, заслужений артист естрадного мистецтва України, співак, артист, композитор, поет.[124]
- Ковальджі Кирило Володимирович, 87, російський поет, прозаїк, критик і перекладач.

### 9 квітня
- Карме Чакон, 46, іспанський політик, член Соціалістичної партії Каталонії, міністр оборони Іспанії (2008—2011).

### 8 квітня
- Волохонський Анрі Гіршевич, 81, російський поет, прозаїк, філософ, перекладач.

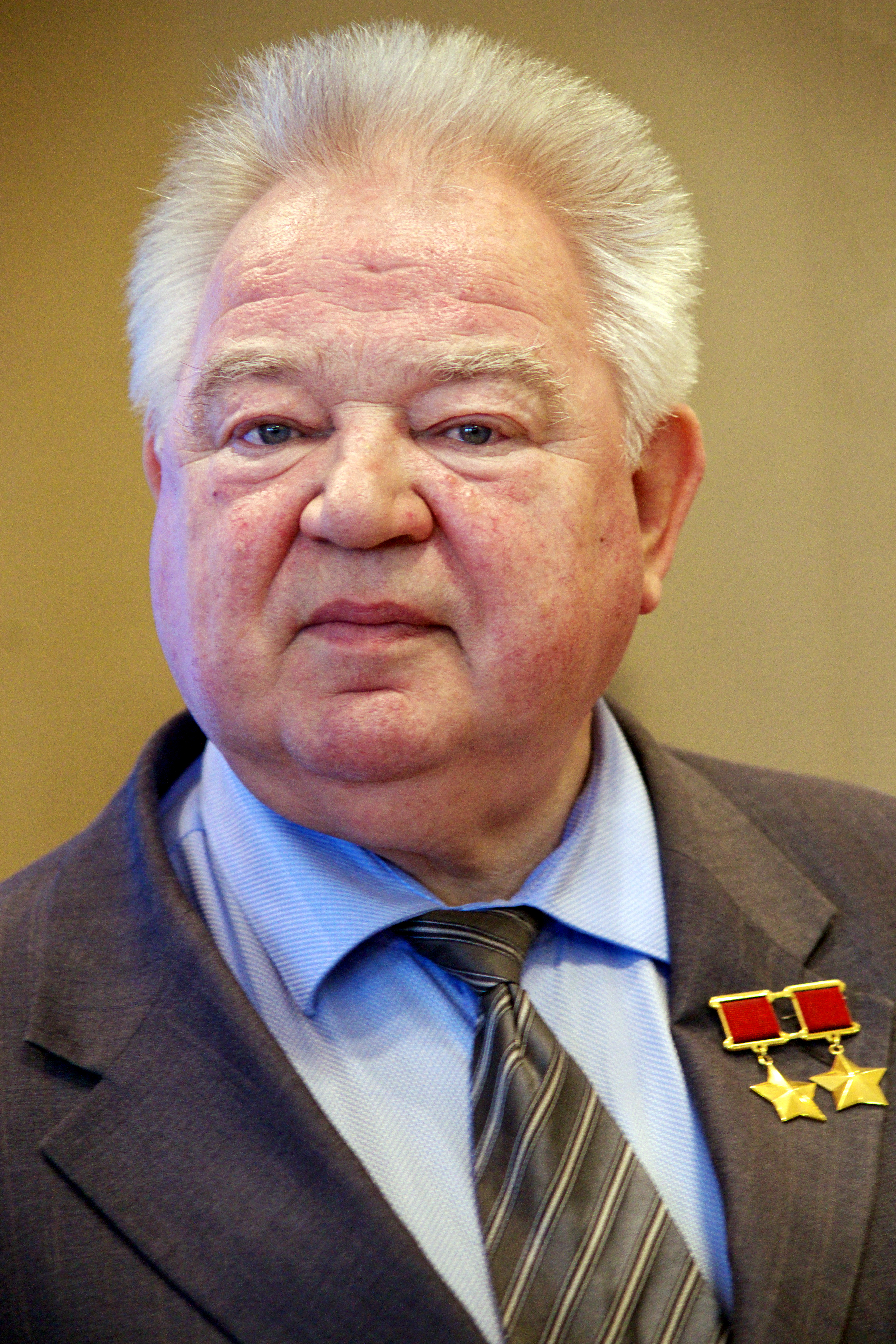
Космонавт Георгій Гречко

- Гречко Георгій Михайлович, 85, радянський космонавт, двічі Герой Радянського Союзу.
- Алісія Епплмен-Журман, 86, американська письменниця-мемуаристка єврейського походження[125].

### 7 квітня
- Литвин Василь Степанович, 75, український кобзар, заслужений артист України, народний артист України, голова Спілки кобзарів України, лауреат премії фонду Т. Г. Шевченка.
- Новиков Микола Васильович, 84, учений у галузі матеріалознавства і міцності матеріалів, доктор технічних наук (1975), професор (1977), академік Національної академії наук України (1995).

### 6 квітня
- Саварин Петро Михайлович, 90, український письменник, правник, громадсько-політичний діяч у Канаді.

### 5 квітня
- Сятиня Михайло Лукович, 59, доктор фармацевтичних наук, Народний депутат України IV скликання.

### 4 квітня
- Виноградов Іван Андрійович, 89, ветеран праці Київського метрополітену, який працював у ньому з 1960-го до 2007-го року, Почесний громадянин міста Києва (2012).
- Джованні Сарторі, 92, американський філософ і соціолог італійського походження, автор книжки «Переглядаючи теорію демократії» (1987).
- Тюльпанов Вадим Альбертович, 52, російський сенатор, який очолював у Раді Федерації комітет з регламенту та організації парламентської діяльності; колишній спікер Законодавчих зборів Петербурга (2003—2011).[недоступне посилання з липня 2019]

### 2 квітня

Сергій Олех

- Олех Сергій Георгійович, 51, український гуморист.[126]
- Федотов Андрій Євгенович, 49, український музикант, один із засновників гурту «Перкалаба».

### 1 квітня
- Гандель Юрій Володимирович, 82, український математик, доктор фіз.-мат. наук (1994), професор ХНУ ім. В. Н. Каразіна.
- Євтушенко Євген Олександрович, 84, радянський і російський поет[127].
- Боб Каннінгем, 82, американський джазовий контрабасист.
- Форостецький Володимир Васильович, 70, український художник. Заслужений діяч мистецтв України (2001).

## Березень

### 30 березня
- Канівець Володимир Васильович, 93, український радянський письменник, драматург. Лауреат Державної премії УРСР імені Тараса Шевченка (1970).
- Моргун Микола Сергійович, 72, (нар. 9 листопада 1944), український живописець, член НСХУ (1978). Заслужений діяч мистецтв АРК (2000), Заслужений художник України (2004).

### 29 березня
- Абрикосов Олексій Олексійович, 88, радянський і американський фізик, лауреат Нобелівської премії з фізики (2003).

### 28 березня
- Крістін Кауфманн, 72, німецько-австрійська акторка[128].
- Кухар Валерій Павлович, 75, професор, академік НАН України.

### 27 березня
- Мудрик Едуард Миколайович, 77, радянський футболіст, захисник.
- Девід Сторі, 83, англійський драматург, сценарист, романіст і професійний гравець в регбі.

### 26 березня
- Май Вольфович Данциг, 86, білоруський художник.
- Браян Олдфілд, 71, американський легкоатлет, олімпієць.

### 24 березня
- Главатских Максим, 28, россійський музыкант який відносився до субкультури готів, більш відомий як *Шерри*

### 23 березня
- Вороненков Денис Миколайович, 45, російський державний і політичний діяч, депутат Державної думи РФ (2011—2016); вбивство.

### 22 березня
- Мерілін Макорд-Адамс, 73, американський філософ та релігійна діячка[129].
- Нифонт (Солодуха), 68, архієрей Української православної церкви (Московського Патріархату).
- Лембіт Ульфсак, 69, естонський та радянський актор.

### 20 березня

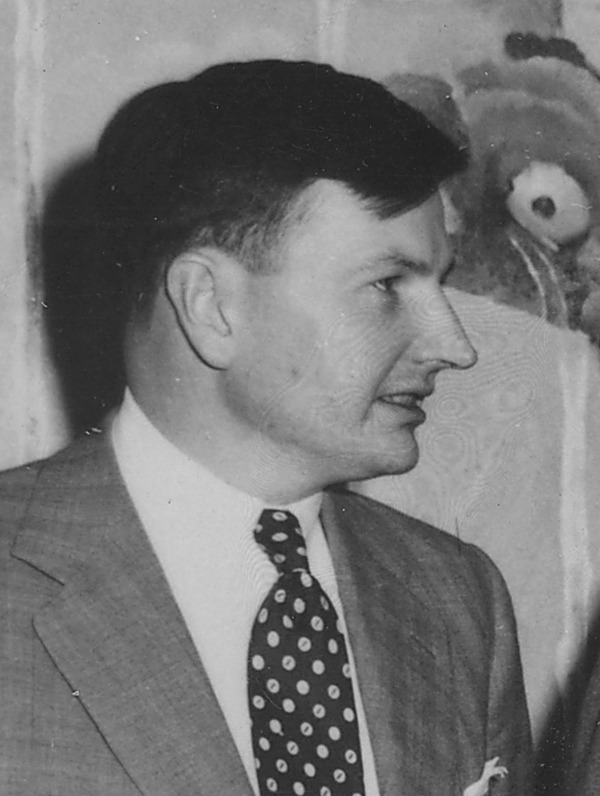
Девід Рокфеллер

- Девід Рокфеллер, 101, американський банкір, державний діяч, глобаліст та голова дому Рокфеллерів.

### 19 березня
- Раян Макбрайд, 27, (нар. 15 грудня 1989), ірландський футболіст, захисник та капітан ірландського клубу «Деррі Сіті».

### 18 березня

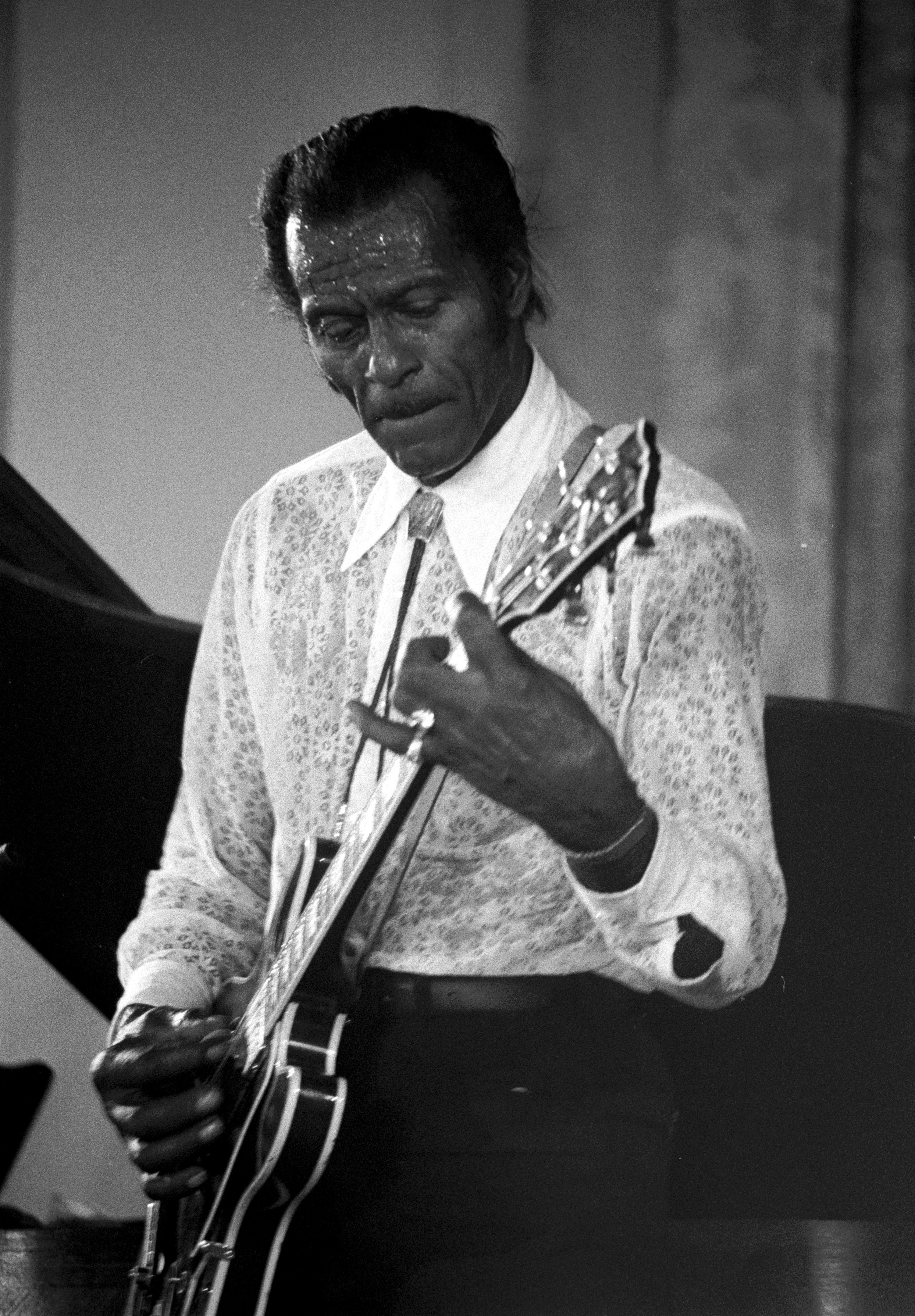
Чак Беррі

- Чак Беррі, 90, американський музикант, пісенний композитор, вокаліст, піонер рок-н-ролу.
- Мілослав Влк, 84, чеський кардинал, архієпископ Праги з 27 березня 1991 року до 13 лютого 2010 року.

### 17 березня
- Дерек Волкотт, 87, карибський поет, драматург, письменник, Лауреат Нобелівської премії з літератури 1992 року.
- Григорян Анатолій Якович, 75, вірменський художник, Заслужений художник Вірменської РСР (1983).
- Кемкін Віктор Вікторович, 73, відомий запорізький тренер з велоспорту та триатлону (нар. 28 січня 1944); ДТП.

### 16 березня
- Ященко Тарас Леопольдович, 53, український композитор і піаніст, син Леопольда Ященка[130][131][132].
- Торгні Ліндгрен, 78, шведський поет та письменник.
- Джеймс Коттон, 81, американський блюзовий музикант, співак і автор пісень.

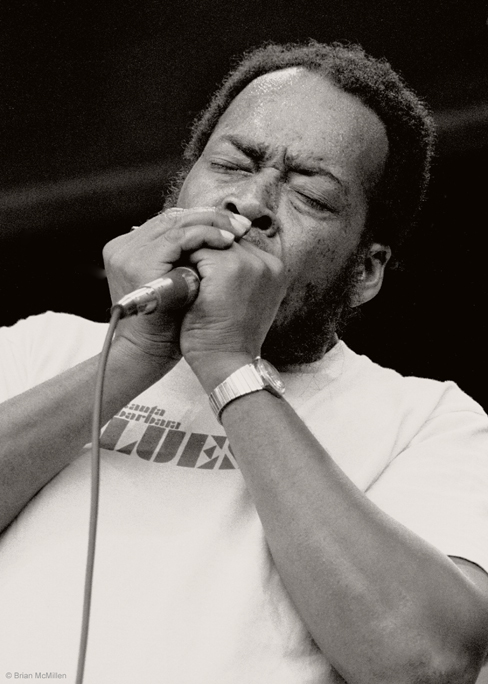
Джеймс Коттон у 1981 році

### 13 березня
- Загороднюк Федір Іванович, 95, український художник, почесний громадянин Херсона (нар. 12 лютого 1922).

### 12 березня
- Зеленський Віктор Федотович, 88, український радянський вчений у галузі фізики твердого тіла і фізичного матеріалознавства, доктор технічних наук, академік АН УРСР (з 1988), заслужений діяч науки УРСР (1978).
- Колесніков Павло Якович, 89, радянський і російський архітектор, головний архітектор Криму (1982—1989).
- Макович Володимир Іванович, 54, один з лідерів самопроголошеної «Донецької народної Республіки», в.о. спікера «Верховної ради ДНР» (липень 2014).

### 11 березня
- Міджарул Кайєс, 56, бангладеський дипломат. Надзвичайний і Повноважний Посол Бангладешу в Україні за сумісництвом (2007—2009).
- Рибцов Андрій Іванович (позивний «Балу»), 56, український військовослужбовець, капітан Збройних сил України, учасник російсько-української війни.

### 10 березня
- Кочмар Юрій Михайлович, 44, український ралійний гонщик, майстер спорту міжнародного класу.
- Джон Сертіс, 83, британський мото- і автогонщик, чемпіон світу Формули 1 та мотоперегонів[133].
- Щербина Владислав Іванович, 90, скульптор малих форм, член НСХУ.

### 8 березня
- Боня Микола Михайлович, 93, головний інженер управління «Укрводбуд» в Херсоні (1961—1966), начальник управління будівництва «Укрводбуд» в Херсоні (1968—1994), Герой Соціалістичної Праці (1980).
- Коров'янський Юрій Анатолійович, 49, український волейболіст, нападник, майстер спорту міжнародного класу.
- Джордж Ола, 89, американський хімік угорського походження, лауреат Нобелівської премії з хімії (1994).

### 4 березня
- Олекса Вусик, 79, український письменник, прозаїк, гуморист, лексикограф[134].

Олекса Вусик

### 3 березня

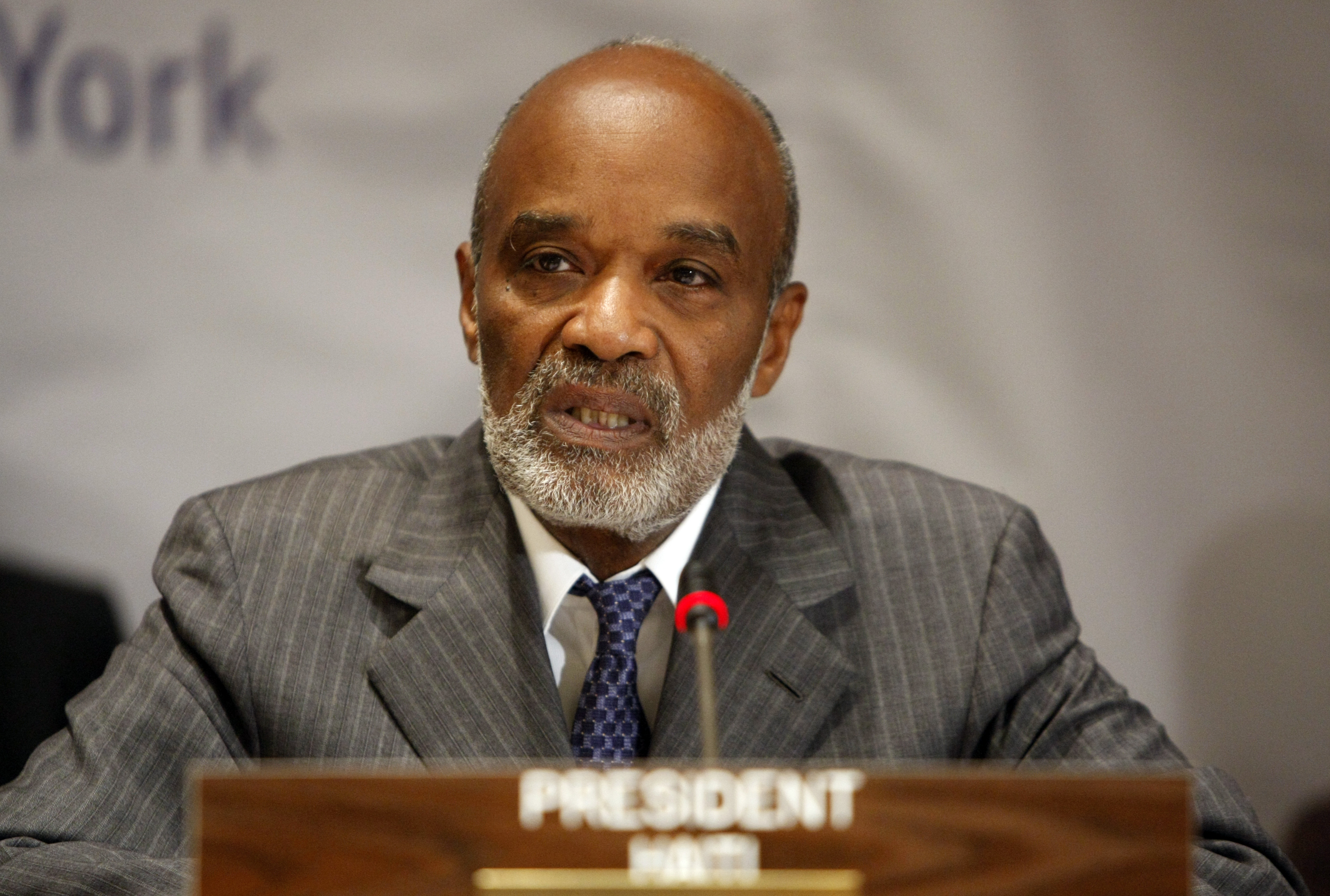
Рене Преваль у 2010 році

- Раймон Копа, 85, французький футболіст польського походження, нападник.

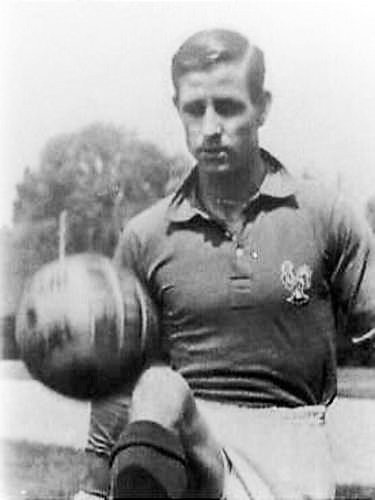
Раймон Копа

- Менгельберг Міша, 81, джазовий піаніст і композитор.
- Рене Преваль, 74, гаїтянський державний діяч, президент Гаїті у 1996—2001 та 2006—2011 роках.

### 2 березня
- Томмі Геммелл, 73, шотландський футболіст (захисник), футбольний тренер.
- Марченко Іван Дмитрович, 87, радянський і український громадський діяч, директор Артемівського машинобудівного заводу «Перемога праці» (1973—1997).
- Оронов Алекс, 69, американський бізнесмен українського походження, президент компанії «Зерновий Альянс».

## Лютий

### 28 лютого
- Абрамович Юрій Гаррійович, 81, радянський і російський льотчик-випробувач.

### 27 лютого
- Алекс Янг, 80, шотландський футболіст, що грав на позиції нападника.

### 25 лютого
- Білл Пекстон, 61, американський актор та кінорежисер

### 23 лютого
- Дерек Ібботсон, 84, британський легкоатлет, бронзовий олімпійський медаліст (1956).

### 22 лютого
- Пархоменко Олександр Сергійович, 70, радянський і український актор.
- Петренко Олексій Васильович, 78, український радянський та російський актор театру та кіно.

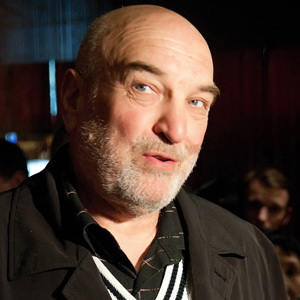
Олексій Петренко

- Пташник Богдан Йосипович, 79, український вчений-математик, доктор фізико-математичних наук, член-кореспондент НАН України.

### 21 лютого

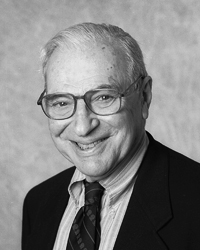
Кеннет Ерроу

- Кеннет Ерроу, 95, американський економіст, лауреат Нобелівської премії з економіки 1972 року (разом з Джоном Гіксом).

### 20 лютого
- Ярослава Блажкова, 83, словацька письменниця, публіцист і журналіст, автор книг для дітей і юнацтва.
- Мілдред Дресселгауз, 86, професор фізики та електронної інженерії в МТІ.
- Кирило (Павлов), 97, архімандрит Православної російської церкви.
- Чуркін Віталій Іванович, 64, російський дипломат, постійний представник Росії в Організації Об'єднаних Націй (2006—2017).

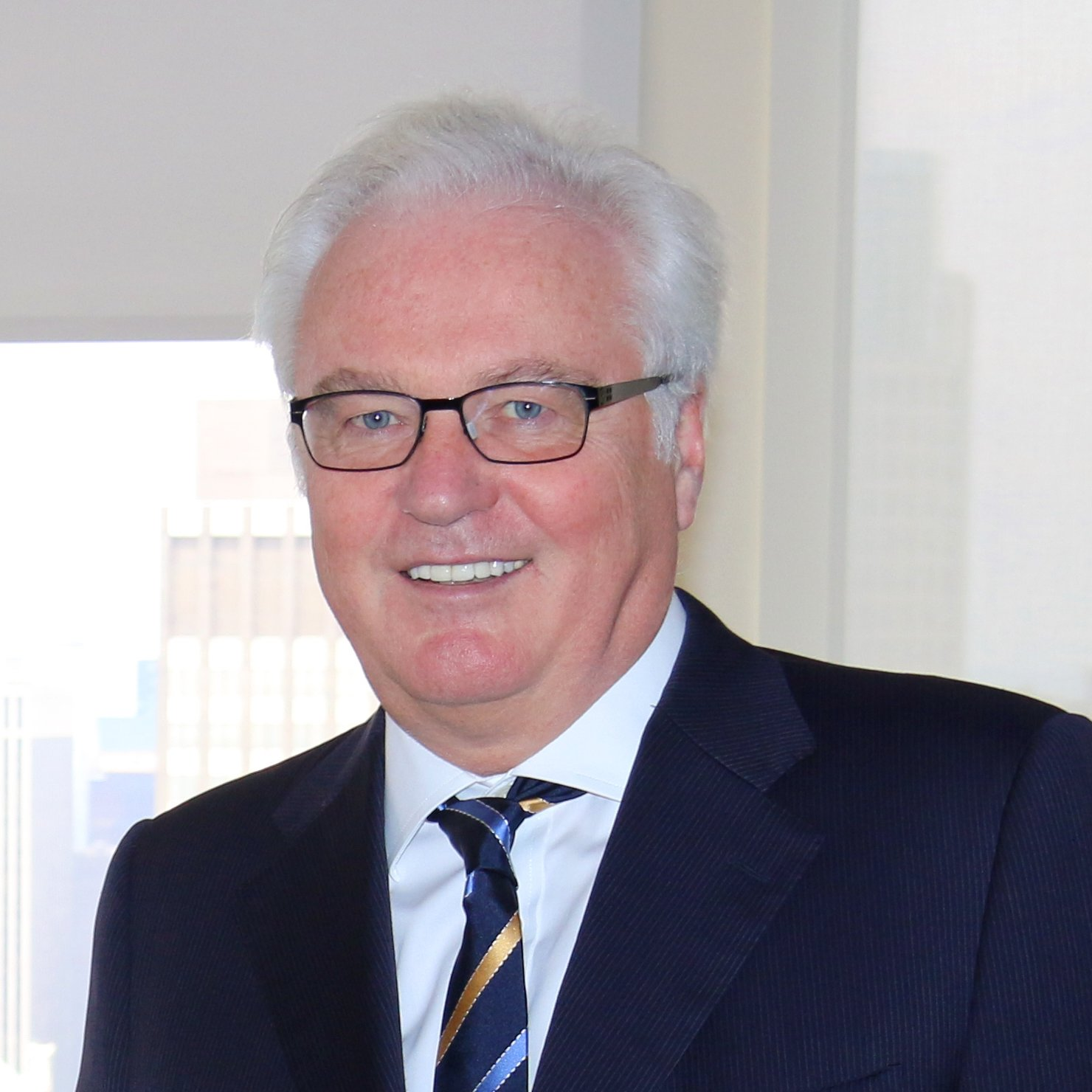
Віталій Чуркін

### 19 лютого
- Журавський Роман Петрович, 68, радянський футболіст, захисник, чемпіон Радянського Союзу 1971 у складі київського «Динамо». Майстер спорту СРСР.
- Карпінська Світлана Олексіївна, 79, радянська та російська акторка, Народна артистка Росії (2009) («Дівчина без адреси»).
- Паперник Максим Юрійович, 47, український кінорежисер, продюсер і кліпмейкер.
- Шафаревич Ігор Ростиславович, 93, український радянський, а згодом і російський математик, один з найбільших математиків сучасності, філософ, публіцист і громадський діяч, доктор фізико-математичних наук.

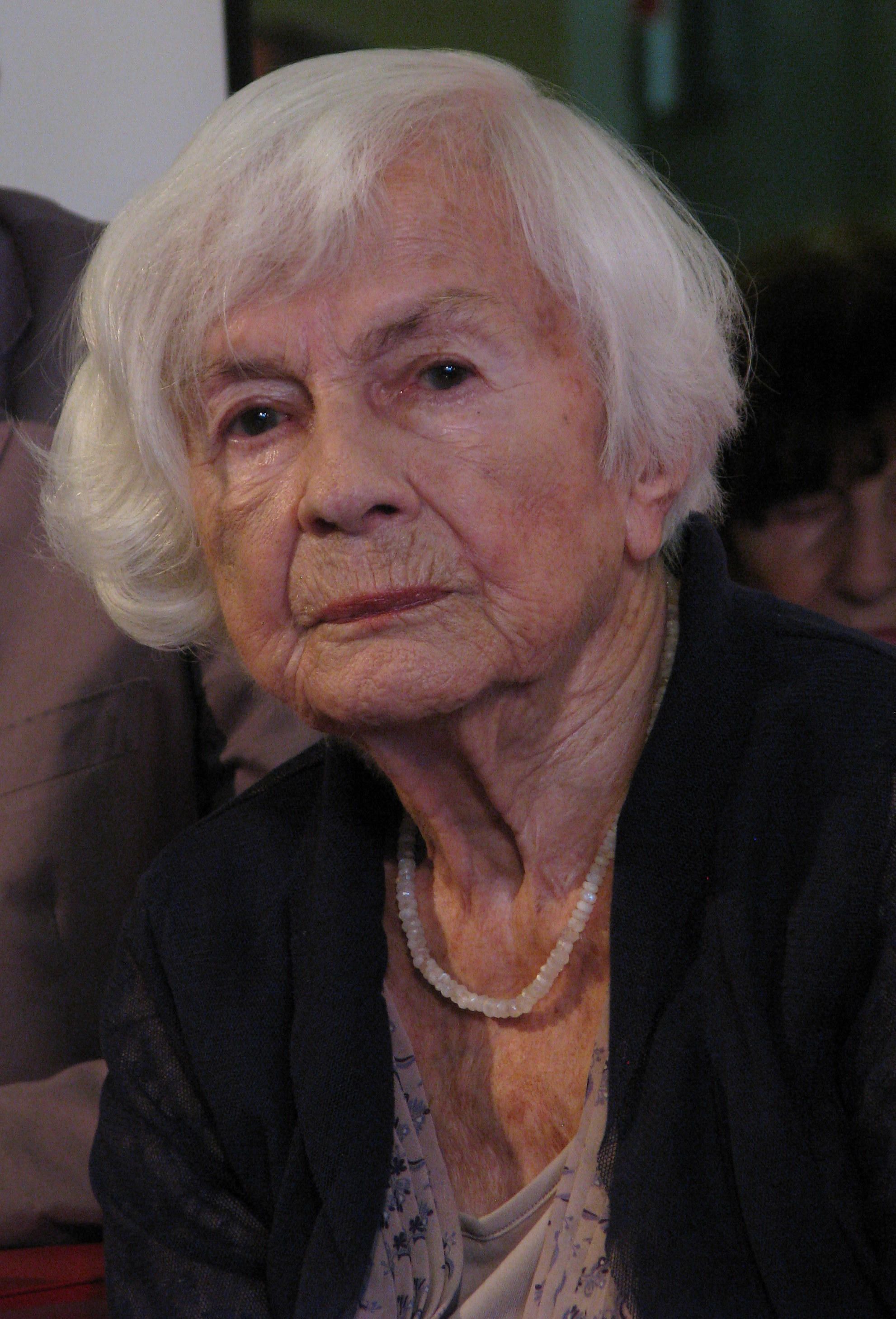
Данута Шафлярська у 2013 році

- Данута Шафлярська, 102, польська актриса театру і кіно, також актриса озвучування.

### 18 лютого
- Майкл Огіо, 74, дев'ятий генерал-губернатор Папуа Нової Гвінеї, лідер партії People's Democratic Movement.

### 17 лютого
- Томислав Іванчич, 78, католицький священик, доктор богослов'я, декан, професор Загребського університету, засновник агіотерапії.
- Мушта-Олізаренко Надія Федорівна, 63, українська легкоатлетка, олімпійська чемпіонка, рекордсменка світу

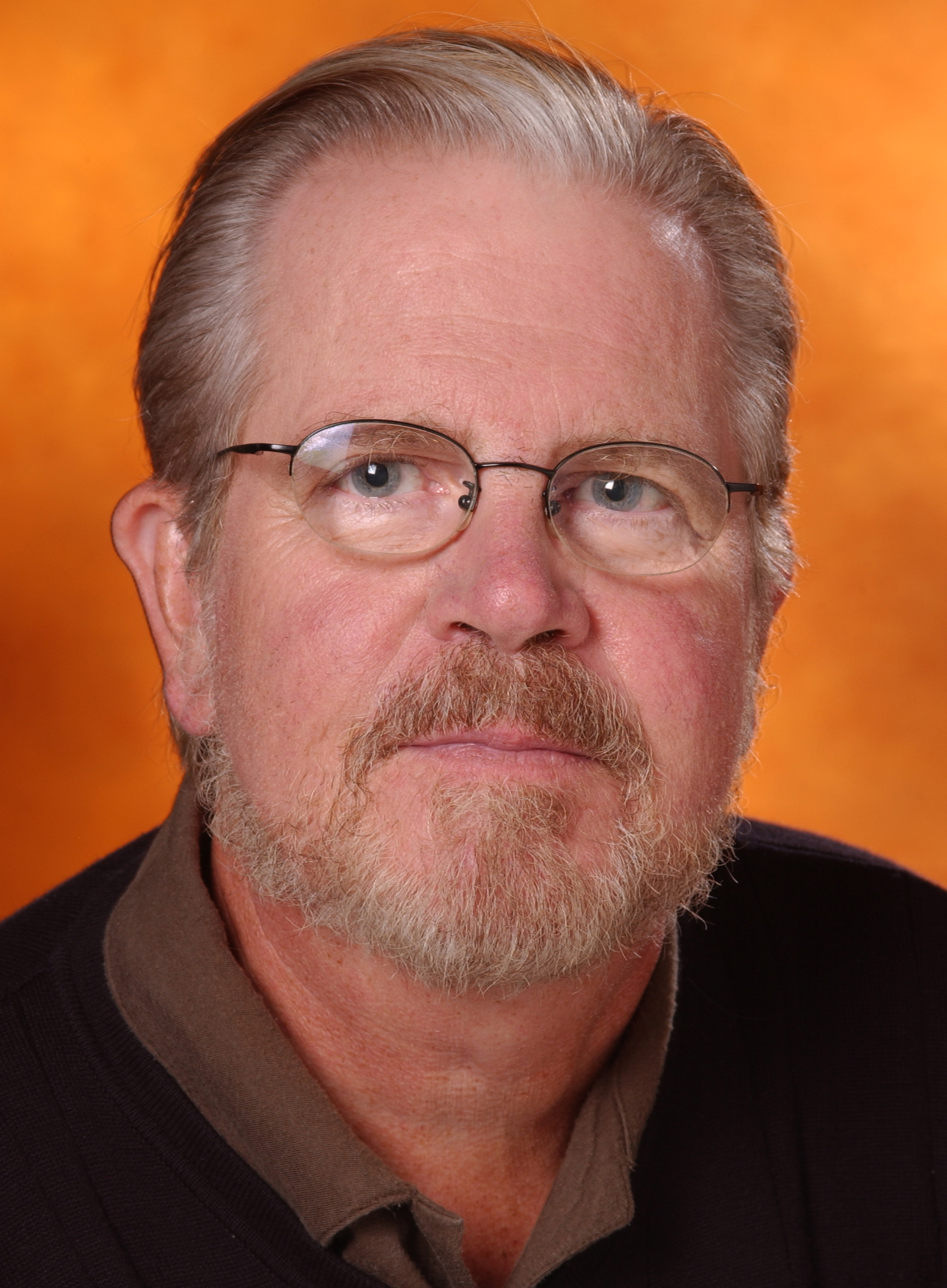
Том Ріган

- Том Ріган, 78, американський екофілософ, професор філософії, захисник прав тварин.
- Воррен Фрост, 91, американський актор кіно та телебачення, учасник Другої світової війни.

### 16 лютого
- Дімітріс Мітарас, 82, один з найвизначніших грецьких художників 20 століття.

### 15 лютого
- Міньковецький Ілля Соломонович, 92, радянський і російський кінооператор, лауреат державної премії РРФСР імені братів Васильєвих (1982), Заслужений діяч мистецтв РРФСР (1989).
- Урсу Дмитро Павлович, 80, український африканіст, історик, вчений-енциклопедист. Доктор історичних наук, професор.

### 13 лютого
- Айлін Ернандес, 90, американська громадська діячка[135].
- Кім Чон Нам, 45, старший син лідера КНДР Кім Чен Іра, що впав у немилість і був відсторонений від спадкування вищої посади. Єдинокровний старший брат чинного глави КНДР Кім Чен Ина.

### 12 лютого
- Ел Джерро, 76, американський джазовий співак, семиразовий володар музичної премії «Греммі».

### 11 лютого
- Воробйов Генадій Петрович, 55, український військовик, Генерал-полковник Командувач Сухопутних військ Збройних Сил України (2009—2014), перший заступник начальника генерального штабу ЗС України (2014—2016).

### 10 лютого
- Поярков Юрій Михайлович, 80, український волейболіст, дворазовий олімпійський чемпіон.
- Бойчук Богдан Миколайович, 89, український поет-модерніст, прозаїк, перекладач та літературний критик в еміграції, член Нью-Йоркської групи.
- Піт Кейзер, 73, нідерландський футболіст, нападник. Триразовий володар Кубка європейських чемпіонів.

### 8 лютого
- Ванат Петро Михайлович, 79, народний депутат України, Почесний громадянин міста Запоріжжя[136].
- Пітер Менсфілд, 83, британський фізик, лауреат Нобелівської премії в області медицини 2003 року.
- Толстих Михайло Сергійович («Гіві»), 36, російський терорист.

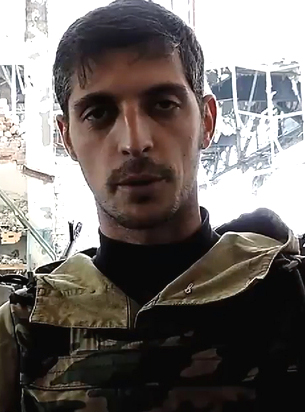
Михайло Толстих («Гіві») у 2014 році

- Чанов Віктор Вікторович, 57, радянський та український футболіст, воротар. Віце-чемпіон Європи з футболу, Заслужений майстер спорту СРСР.
- Мацуно Ріна[en], 18, японський ідол, співачка, актриса та модель, учасниця поп-групи Shiritsu Ebisu Chugaku[en][137]

### 7 лютого

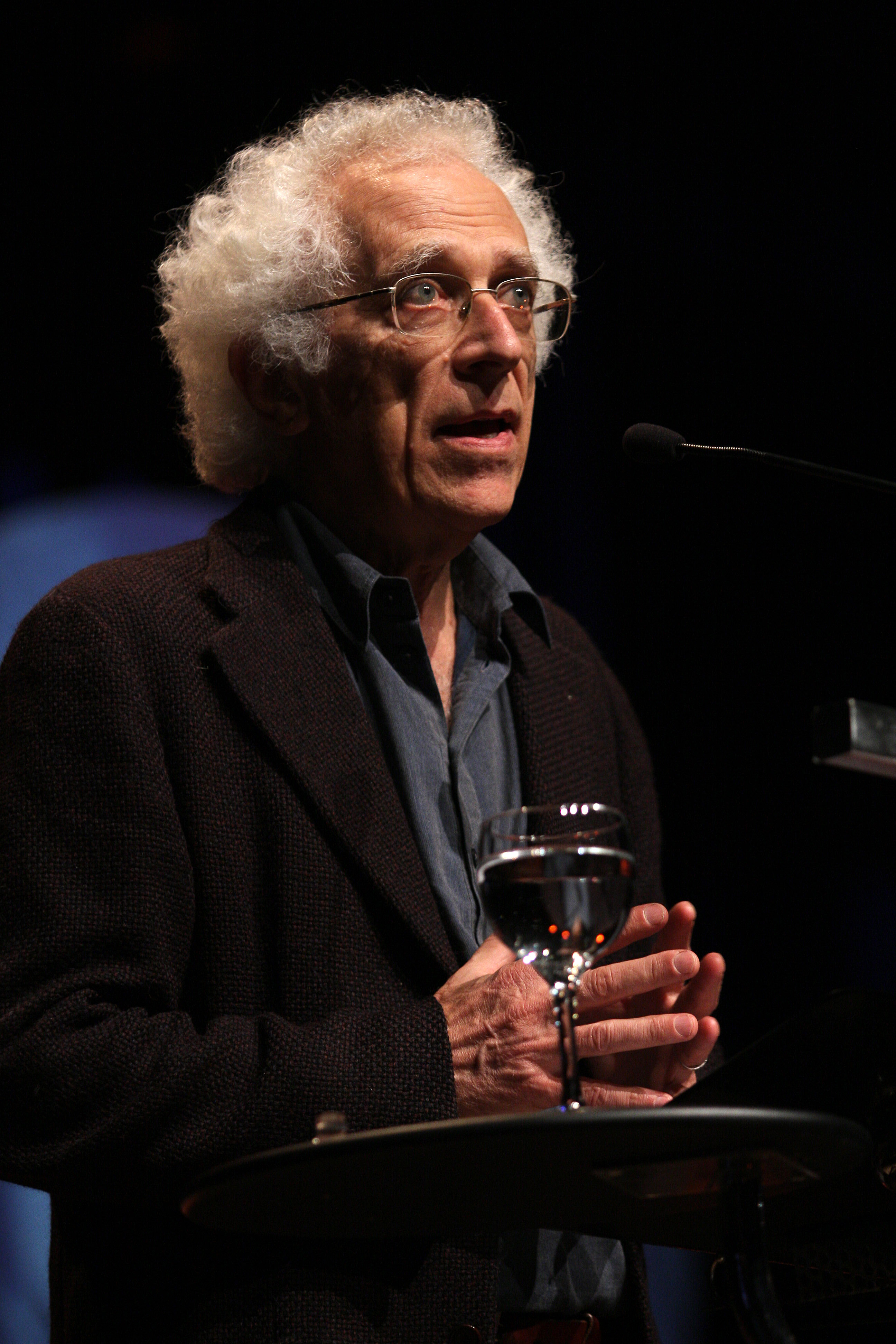
Цветан Тодоров

- Кочергіна Феодора Григорівна, 74, українська баскетболістка, тренер жіночої збірної України з баскетболу.
- Цветан Тодоров, 77, французький філософ болгарського походження, теоретик структуралізму в літературознавстві.
- Ісмаїл Хамдані, 86, алжирський політичний діяч, глава уряду в 1998—1999 роках.
- Ганс Рослінг, 68, шведський лікар, академік, професор Каролінського інституту з питань міжнародної охорони здоров'я.
- Річард Гетч, 71, американський актор.

### 6 лютого
- Божко Сергій Георгійович, 58, голова Державної інспекції ядерного регулювання України (2014—2017 рр.).[138]
- Реймонд Смалліан, 97, американський математик, піаніст, логік, даоський філософ і фокусник-престидижитатор.

### 5 лютого
- Волощук Михайло Юрійович, 82, український державний діяч, колишній очільник Закарпатської області.[139]

### 4 лютого
- Тараторкін Георгій Георгійович, 72, радянський і російський актор театру і кіно, народний артист РРФСР (1984)[140].

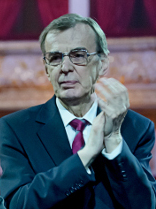
Георгій Тараторкін

### 3 лютого

Микола Романюк

- Романюк Микола Ярославович, 58, Луцький міський голова (2010-2017), депутат Волинської обласної ради трьох скликань.
- Буринська Ніна Миколаївна, 89, класик вітчизняної методики хімії, український педагог, доктор педагогічних наук (1989), професор (1991), заслужений учитель України (1984)[141].
- Дрітеро Аголлі, 85, албанський письменник, перекладач, журналіст та політичний діяч.

### 2 лютого
- Окано Сюнітіро, 85, японський футболіст, що грав на позиції нападника. По завершенні ігрової кар'єри — футбольний тренер і функціонер.

### 1 лютого
- Етьєн Тшісекеді, 84, конголезький державний і політичний діяч, тричі прем'єр-міністр Заїру, голова партії Союз за демократію та соціальний прогрес (UDPS).

## Січень

### 31 січня
- Дудка Анатолій Свиридович, 68, актор та режисер Дніпропетровського академічного театру російської драми, народний артист України (2012).

### 29 січня
- Станіслав Падевський, 84, єпископ-емерит Харківсько-Запорізької дієцезії Римо-католицької церкви.

### 28 січня
- Тіхановіч Олександр Григорович, 64, соліст ВІА «Вераси»[142].

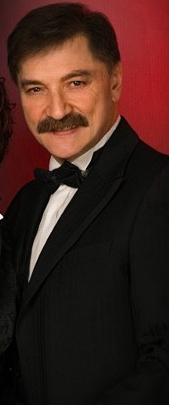
Олександр Тіханович

### 27 січня
- Болотов Валерій Дмитрович, 46, перший голова проросійського терористичного формування Луганська народна республіка[143].

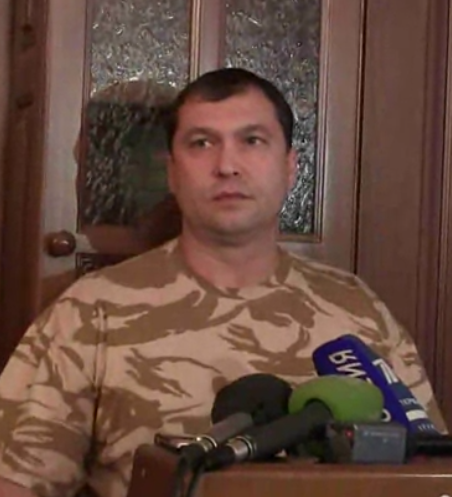
Валерій Болотов

- Джон Герт, 77, англійський актор, що знімався у фільмі Гаррі Поттер і філософський камінь[144].
- Елеонора Гірт, 97, швейцарська акторка[145].
- Пасько Євдокія Борисівна, 97, радянська льотчиця, Герой Радянського Союзу (1944).
- Еммануель Ріва, 89, французька акторка[146].

### 26 січня
- Наймарк Ігор Аронович, 61, радянський та ізраїльський піаніст, педагог, композитор-аранжувальник.

### 25 січня
- Мері Тайлер Мур, 80, американська актриса, комедіантка, співачка і продюсер, неодноразова володарка премій «Еммі» і «Золотий глобус».

### 24 січня
- Марченко Григорій Борисович, 65, український військовий діяч, перший заступник командувача Національної гвардії України (1998—2000).

### 23 січня

Віце-адмірал Володимир Безкоровайний

- Безкоровайний Володимир Герасимович, 72, український військовий, віце-адмірал, в 1993–1996 роках — командувач Військово-Морських Сил України.
- Дьомін Анатолій Миколайович, 63, радянський і український хокеїст «Сокіл» (Київ) і тренер.
- Товстопльот Сергій Кирилович, 79, радянський і український плавець, фіналіст XVII літніх Олімпійських ігор з плавання у Римі (Італія), майстер спорту СРСР, неодноразовий чемпіон СРСР та України, суддя міжнародної категорії.

### 21 січня
- Еріка Бем-Фітензе, 93, американський астроном[147].
- Вельйо Торміс, 86, естонський композитор-архаїк[148].
- Крістіна Адела Фойшор, 49, румунська шахістка[149].

### 20 січня
- Чорний Олександр Михайлович, 61, радянський, український кінооператор.

### 19 січня
- Лоалва Браз, 63, бразильська співачка, виконавиця хіта 80-х років «Ламбада»; вбивство.
- Мігель Феррер, 61, американський актор[150].

### 18 січня

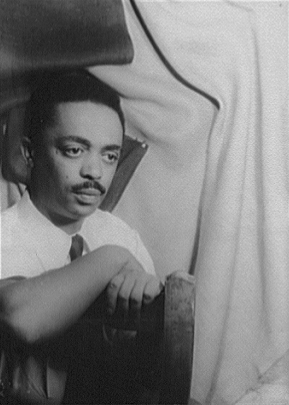
Пітер Абрахамс

- Пітер Абрагамс, 97, письменник з Південної Африки, що писав англійською мовою.

### 17 січня
- Кундієв Юрій Ілліч, 89, український гігієніст, доктор медичних наук (1967), заслужений діяч науки України (1967).

### 16 січня
- Улдіс Браунс, 84, латвійський оператор, кінорежисер документального та ігрового кіно.
- Юджин Сернан, 82, астронавт США, капітан 3-го рангу ВМФ.

### 15 січня
- Джиммі Снука, 73, американський професійний реслер, актор відомий під ім'ям Джиммі «Суперфлай» Снука.

### 14 січня

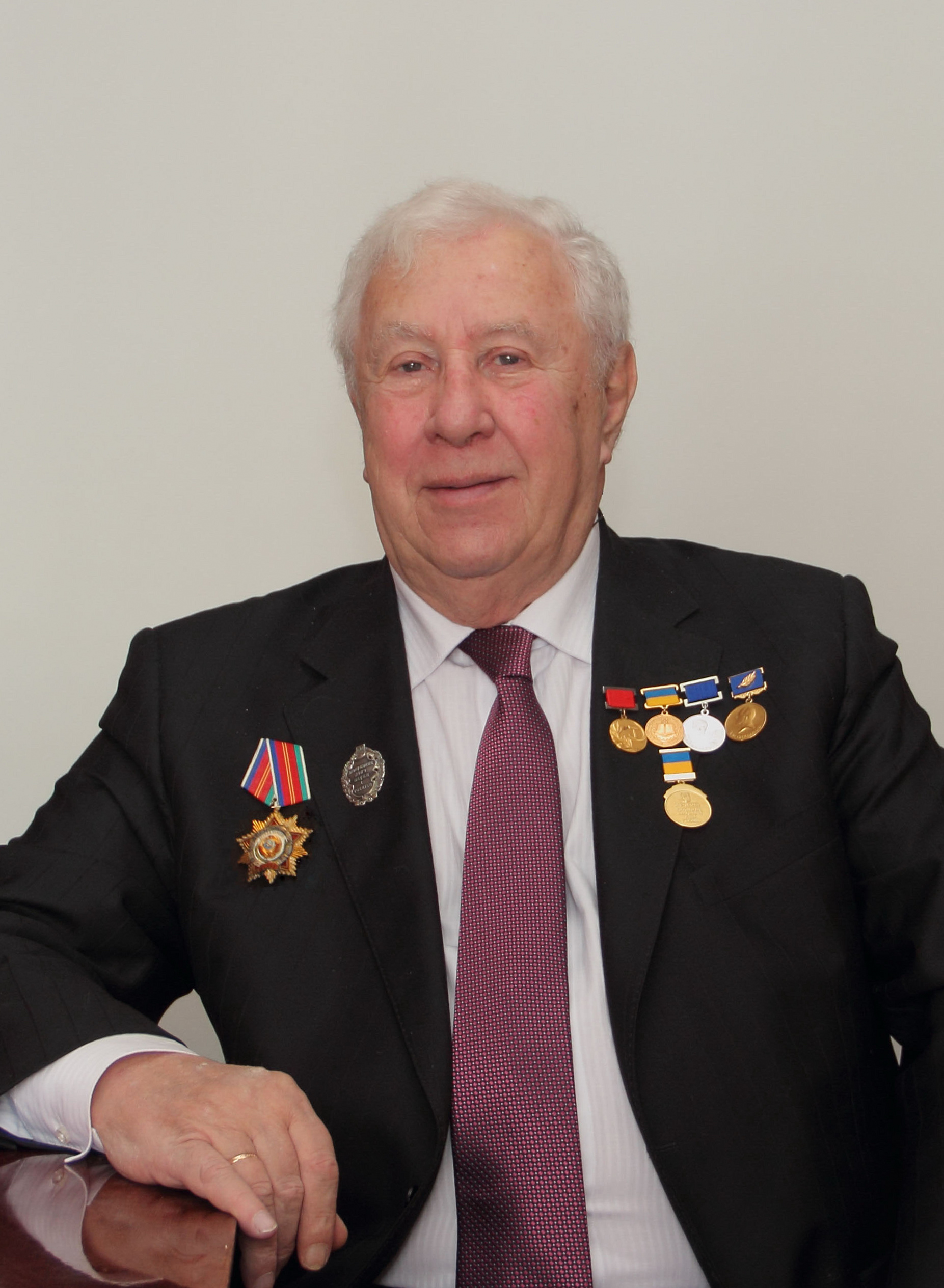
Ілля Ліхтарьов

- Ліхтарьов Ілля Аронович, 81, український фізик, один із керівників ліквідації аварії на Чорнобильській АЕС.
- Соловйов Юрій Васильович, 83, російський актор і режисер.

### 13 січня
- Антоненко Григорій Миколайович, 89, актор, народний артист України.

### 12 січня
- Вільям Пітер Блетті, 89, письменник, сценарист відомого американського фільму «Той, що виганяє диявола» (англ. The Exorcist).
- Аніта Таке, 82, албанська співачка[151].
- Грем Тейлор, 72, британський футболіст та тренер.

### 11 січня
- Франсуа ван дер Ельст, 62, бельгійський футболіст, що грав на позиції нападника. Старший брат Лео ван дер Ельста.

### 10 січня

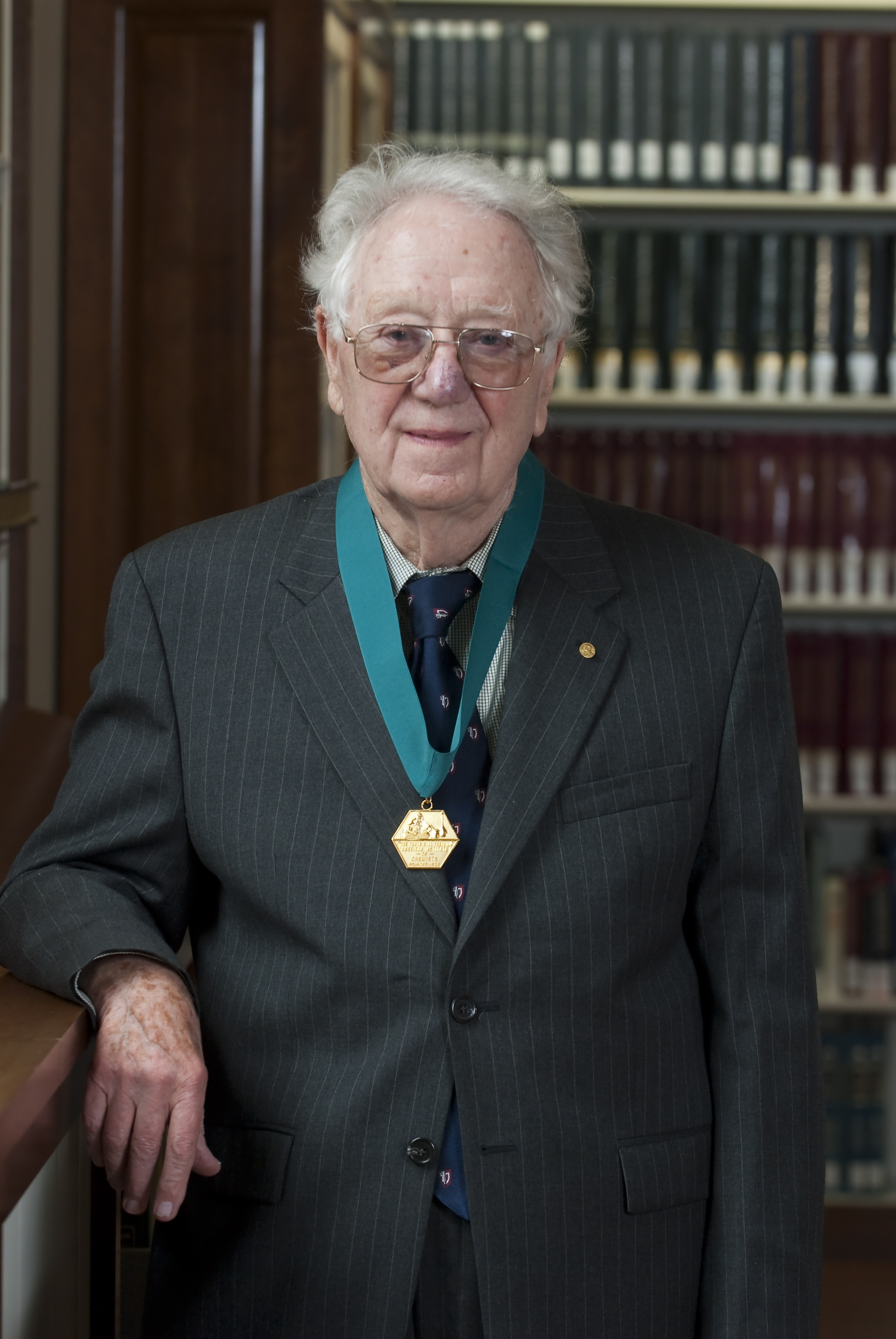
Олівер Смітіз

- Кен Воррем, 83, колишній канадський хокеїст, що грав на позиції крайнього нападника.
- Роман Герцог, 82, німецький політик від партії Християнсько-демократичний союз, з 1994 по 1999 рр. займав пост федерального президента Німеччини.

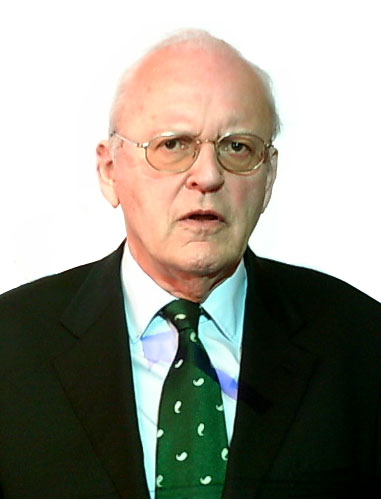
Роман Герцог

- Клер Голлінгворт, 105, британська журналістка, яка першою оголосила про початок Другої світової війни[152].
- Олівер Смітіз, 91, англо-американський генетик, лауреат Нобелівської премії з фізіології або медицини (2007).
- Яблоков Олексій Володимирович, 83, російський біолог, громадський і політичний діяч.

### 9 січня
- Зигмунт Бауман, 91, польський і англійський соціолог і філософ.
- Куценко Світлана Яківна, 76, український редактор, сценарист.
- Сливка Юрій Юрійович, 86, український історик, доктор історичних наук, професор.

### 8 січня
- Алі Акбар Хашемі Рафсанджані, 81, президент Ірану в 1989—1997 роках.
- Горбачук Мирослав Львович, 78, український математик, президент Українського математичного товариства (2005—2012 рр.), член-кореспондент НАН України, доктор фізико-математичних наук, професор.

### 7 січня
- Маріу Суареш, 92, Президент Португалії у 1986—1996, прем'єр-міністр Португалії у 1976—1978 та 1983—1986.

### 6 січня
- Костюк Світлана Степанівна, 52, українська поетеса, журналіст, педагог, громадський діяч. Померла внаслідок тривалої хвороби.
- Стецько Дмитро Григорович, 73, український живописець, скульптор.
- Октавіо Лепаже, 93, виконувач обов'язки президента Венесуели у 1993 році.
- Ом Пурі, 66, індійський актор Болівуду

### 4 січня
- Мілт Шмідт, 98, канадський хокеїст, що грав на позиції центрального нападника. Згодом — хокейний тренер.
- Едзіо Паскутті, 79, італійський футболіст, фланговий півзахисник. По завершенні ігрової кар'єри — футбольний тренер.

### 3 січня
- Логвінова Ніна Романівна, 92, професор Харківського національного університету мистецтв.
- Волк Ігор Петрович, 79, 58-й космонавт СРСР і 143-й космонавт світу.

### 2 січня
- Царьов Віктор Григорович, 85, радянський футболіст, півзахисник, футбольний тренер.
- Джон Бергер, 90, англійський мистецтвознавець, письменник, поет, художник. Лауреат Букерівської премії.